# 星際大戰角色列表
這一列表列出在星際大戰的虛構世界中登場的人物。迪士尼於2012年收購盧卡斯影業後，為配合新推出的三部曲、外傳電影及動畫等，以往星際大戰#擴充宇宙的故事均不被列入星戰正史。簡言之，迪士尼收購後推出的所有作品是正史，以前的電影和星際大戰：複製人之戰系列動畫也是正史，其餘皆是傳奇。

## 數字
- 0-0-0

於正史漫畫《达斯·维德》中出現的禮儀機器人，由阿芙拉博士喚醒，專精於禮儀、翻譯、風俗和拷問。
- 2V-R8

- 3-9

銀河帝國資訊部的成員之一，LT-319的下屬，戴著黑色墨鏡

## A
- 蓋爾·阿卡巴上將（Admiral Gial Ackbar）

- 雅羅拉（Alora）

於《星際大戰：反抗軍起義》登場，擁有原力的人類女孩，被利霸發現身在帝國判官的鈦戰機內，救起後乘幻影號同反抗軍一齊離開。
- 帕德梅·艾米达拉（Padmé Amidala）

- 韋吉·安提利斯（Wedge Antilles）

於《星際大戰：反抗軍起義》及正傳三部曲中登場；前銀河帝國天擊軍校飛行學員，代號 SS-25；被反抗軍救起後，擔任反抗軍X翼戰機飛行員，紅色中隊隊長，並在安鐸戰役（又譯安鎰戰役）中與藍多·卡瑞森成功破壞第二死星的核心。本應退休的他加入了莉亞的抵抗勢力，在STAR WARS：天行者的崛起中響應藍多·卡瑞辛的號召前往艾克西格星一舉殲滅西斯艦隊。
- 雷穆斯·安提利斯（Raymus Antilles）

反抗軍成員，被達斯·維達徒手勒死。
- 卡西恩·安道爾（Cassian Andor）

在《星際大戰：俠盜一號》中登場，俠盜一號的一員。義軍同盟情報員，從年幼就開始從軍。後與琴一起於斯卡里夫戰役中英勇陣亡。之後在Disney+上推出以其為主角的的個人影集《安道爾》(Andor)。
- 谢利·洛纳·阿芙拉（Chelli Lona Aphra）

於正史漫畫《达斯·维德》中登場。
- AP-5

於《星際大戰：反抗軍起義》中登場。在複製人之戰時期就以服役，之後在銀河帝國庫存管理機器人，但被艦長輕視，之後被小鐵救出后，为义军效命，小鐵（C1-10P）的朋友，不過和C-3PO一樣自視高人一等。
- Arcann

在《星際大戰：舊共和國系列》中登場，維希埃特的兒子，有一個已故的雙胞胎兄弟，左手帶有義肢，同時臉上帶有傷疤，對其父抱強烈的憎恨。
- 亞斯科（Cumberlayne Aresko）

於《星際大戰：反抗軍起義》登場，代號 LRC-01；銀河帝國將軍兼洛塔星帝國軍校教官，被威爾霍夫·塔金盤問，最後在塔金的命令下被大帝國判官處決。
- 萊德·亞薩迪（Ryder Azadi）

於《星際大戰：反抗軍起義》登場，認識艾斯納·包利格的父母，前洛塔的總督；後被控叛國罪，被送去洛塔的監獄，之後於成功逃獄，極度不想返回監獄，在被帝國的追擊中險被即場處決。之後被凱南等人打動，留在洛塔星成為當地的鳳凰中隊勢力反抗軍。之後在Disney+上推出的《亞蘇卡》影集中再次登場。
- 阿薩莫根（Azmorigan）

於《星際大戰：反抗軍起義》登場，維爾族；第1季時，從蘭度·卡里遜手上買下希娜‧仙杜拉要當作僕人，不過被希娜·仙杜拉用托盤打暈，之後帶領部下猛烈攻擊蘭度·卡里遜，但反被擊敗；第2季再次出場時在Nixus星想把韓都·奧納嘉扔出外太空，但最後失敗；第3季最後一次出場，在文卡圖星上棄置的帝國貨船被哨兵機械人打暈，被關在禁閉室，逃走時非常驚慌，開槍打掉一個哨兵機械人，結果被啟動了多3個哨兵機械人，最後和杭多分贓失敗。
- AZI-3

於《複製人之戰》中登場；卡米諾的醫療機器人，幫助5號調查Tup在脑部的芯片是什麼。
- Darth Acina

- Darth Andeddu

- Darth Atrius

- Darth Atroxa

- Darth Angral

## B
- 龐達·巴巴（Ponda Baba）

在《星際大戰：曙光乍現》登場的阿奎利什人，在酒吧與路克發生衝突的人，被歐比王以光劍斷臂
- 貝奧-得爾（Bao-Dur）

- 恰·恰·賓克斯（Jar Jar Binks）

- 包達（Bowdaar）

- 戰鬥機器人軍團(英語：Battle droid）

在《星際大戰首部曲：威脅潛伏》中登場的軍隊，主要效忠貿易聯邦與獨立聯邦的軍團
後於《星際大戰：反抗軍起義》再度登場。已知型號:
- 貿易聯邦B1戰鬥機器人(B1 battle droid)

B1戰鬥機器人是由貿易聯邦生產並控制，贸易联邦在纳布战败后，下令在現有的大量第一代B1型戰鬥機器人加裝認知模塊以允許機器人進行獨立思維。由此避免了纳布之戰中的遠程關機問題，並使分離主義者可以通過上傳新編程的方式，使B1擁有學習新事物的能力。由於分離主義戰艦缺乏生物船員，從駕駛與操炮到緊急損管等一系列任務都不得不使用經過新編程後的B1來執行。
但這一改造也使得B1被使用到了自身原始程序設計的極限，改造過的B1足以執行較為複雜與專業的任務，但卻很難說得上有多擅長。而分離主義者更新更強的認知模塊則必須得用於製造更為強大的新型戰鬥機器人而非B1。B1的維護保養同樣是個問題：考慮到診斷與記憶庫整理程序有著會將B1改造後擁有的專業與創造性編程清除的壞毛病，因此這一保養進程往往被分離主義者直接跳過無視。在银河共和国（Galactic Republic）颁布严格的法律禁止使用战斗机器人部队。贸易联邦在过去就表现出对共和国法律的蔑视，因此，多年来，散布在银河系各处的可怕工厂依然在生产这种从不疲倦士兵的装配线。
- B2超級戰鬥機器人(B2 Super battle droid)

貿易聯邦使用的戰鬥機器人有著幾種主要的缺點，經過設計者的仔細檢討後產生了B2超級戰鬥機器人，大型、堅固而更先進的標準機器士兵版本，用於科技聯盟內。此機器人不再需要主控性的控制訊號，賦予有限的獨立性，並裝有可見的加強裝甲和右手上的內建雙管雷射砲。此機器人的設計包含若干標準戰鬥機器人的零件，訊號接收器和感知單元位於胸部的裝甲下，而較高的重心由程式化的動作演算法加以平衡。
不過超級戰鬥機器人依然只有著相當初步的程式化並缺乏組織攻擊的能力，至少在戰鬥中可以全速奔跑投入作戰。此機器人除了內建的武器，也能以有限的手臂操作標準步槍，單指式的「手掌」有內建的訊號電晶體連動板機，可以藉此在沒有手指的情況下也能停火。如同戰鬥機器人，此機器人的腳也能更換為依據地形需要的特殊裝置。
- IG-100

主要以電杖為主要武器的戰鬥機器人，動作靈敏、兇猛，葛瑞費斯相當愛用此型號的機器人作為個人護衛。
- 殺手機器人(Assassin Droids)
- 毀滅者機器人(Droideka)

這種有三條腿的機器人實際上根本是機動性的武器平台，配屬在貿易聯邦艦隻上和戰鬥機器人軍團中，裝備有類型廣泛的感測器和偵測器以追蹤目標，以及強力高能源的雙管雷射砲。即使貿易聯邦陸軍高度倚賴戰鬥機器人，高階的貿易聯邦軍官也了解到更嚴重威脅的重要性，因此委託位於Colla IV的柯立科伊德製造這種機器人─結果造就一款完全符合貿易聯邦軍官需求、能擔任重火力獵殺職務，並支援戰鬥機器人對付難纏的對手。貿易聯邦的毀滅者機器人如戰鬥機器人一般經由中央控制電腦接收指令，而柯立科伊德認為這會使機器人的效率受限，因此自行生產一小批具有可程式化的電腦中樞的機器人。
柯立科伊德的工程師根據自己種族的形象來設計毀滅者─柯立科伊德人能把自己捲為緊緻的圓球型並滾動，藉此最敵人達成奇襲效果。毀滅者利用氣動力和內建的脈衝式微反重力推進器達成了這種「輪轉」移動方式，只要一兩秒就能轉換到預備攻擊姿勢，讓敵人驚訝之餘措手不及。另外這種輪轉移動方式移動較快，本身的體積也縮小，比較不容易被瞄準。
毀滅者的正面輪廓不大但是嚇人，後部裝甲非常有效且腿和武器臂不易被敵人擊中。雖然護盾能讓機器人達到近乎無敵的狀態，但是只能在站立的姿勢下開啟，兩只護盾投射摺板會在站立時從機器人的「臀部」兩側往外打開。背部外殼會成為滾動時的主要接觸面並保護武器，毀滅者也裝有伸出的足爪以便橫越崎嶇地形。
- BX-突擊隊機器人(BX-Commando Droids) 外觀看似B1戰鬥機器人，但身體是黑色的。具有高強的戰鬥力和靈敏度，足以輕易擊殺經驗豐富的複製人士兵。

- 侍女/布蓮娜（Handmaiden/Brianna）

- 達斯·班恩（Darth Bane）

星際大戰正史人物，最早提出新西斯準則：「僅需存在兩個西斯，一個保有力量的導師，一個尋求力量的學徒，不多也不少」，通稱二人法則的西斯尊主。
- 德帕·比拉巴（Depa Billaba）

首次登場於《星際大戰首部曲：威脅潛伏》（1999年），絕地大師、絕地議會成員，在《星際大戰：瑕疵小隊》中顯示她最後死於66密令。她的師父是魅使·雲度，學徒是肯南·賈奴斯。
- 以法連·包力格（Ephraim Bridger）

於《星際大戰：反抗軍起義》登場，是艾斯納·包力格的父親，在洛塔星主持地下反抗電台，之後被帝國關押，已故。
- 艾斯納·包力格（Ezra Bridger）

於《星際大戰：反抗軍起義》登場，是该动画连续剧的主角之一。他出生於洛塔星，父母在他七歲時失蹤，從此他开始獨自生活，住在洛塔星的街道上並以偷竊維生，然而就在遇到反抗軍後，他的世界迎來天翻地覆的改變。他對原力的感應度很高，和反抗軍相遇後，接受肯南的邀請加入反抗軍小隊，並接受肯南的訓練，踏上成為絕地武士的道路。第二季末因誤信達斯·魔爾害得肯南失明，加上亞蘇卡·譚諾在跟達斯·維達的戰鬥中下落不明，使得艾斯納產生陰影，因此對待敵人一度變得很有侵略性，但在肯南導正下重回正軌。为义军立下赫赫战功，并与薩繽（Sabine Wren）产生了朦胧的情愫。后来在洛塔星解放战役（Liberation of Lothal）中下落不明。在《亞蘇卡》中回歸，顯示他長期困在銀河系外的一顆星球上、和索龍元帥的部隊纏鬥，並成功與薩繽和亞蘇卡會合、並透過偷渡索龍元帥的殲星艦回到原本的銀河系、與希拉重逢。
- 米拉·包力格（Mira Bridger）

於《星際大戰：反抗軍起義》登場，是艾斯納·包力格的母親，在洛塔星主持地下反抗電台，之後被帝國關押，已故。
- 布倫森（Brunson）

於《星際大戰：反抗軍起義》登場，銀河帝國艦長，在吉奧諾西斯星發現反抗軍的歌拉利VCX運輸船─幽靈號；為了全體同仁 都可以升官，她派了多名帝國火箭兵去追擊，結果損失十分慘重（全數遇難），企圖想活埋反抗軍；最後被薩繽·溫恩發射質子魚雷攻擊帝國輕型巡航艦，輕型巡航艦斷為兩截，幽靈號成功逃脫，作戰失敗。
- BB-8

於《星際大戰：原力覺醒》中登場，主人為抵抗勢力的王牌X翼戰機飛行員波·戴姆倫。
- 班杜（Bendu）

於《星際大戰：反抗軍起義》中登場，古老的原力使用者(Force Wielder)，居住在阿圖朗星，它的說話和口頭禪像尤達大師。教導凱南如何用原力視物。在被凱南激怒後，接入反抗軍和索龍元帥在阿圖朗的戰爭，讓反抗軍有機會趁機脫逃，之後被索龍元帥擊落，但在索龍元帥開槍前，屍體便憑空消失，只留下雷射擊中地面的痕跡。
- Boo

- BB-9E

- 喬利·賓多 (Jolee Bindo)

- Darth Baras

## C
- C-3PO

- C1-10P，綽號小鐵（C1-10P，「Chopper」）

於《星際大戰：反抗軍起義》和《亞蘇卡》登場的航太機器人，脾氣暴躁的舊型機器人，多次被塗裝成不同烤漆以誘騙帝國或其他人。與同類型的機器人相比，其戰鬥力不容小覷
- CB-23

於《星際大戰：抵抗勢力》登場的航太機器人。
- Arvel Crynyd

反抗軍A翼戰機駕駛員，綠色中隊隊長，於安鐸戰役中光榮陣亡，並摧毀了執政官級超級滅星艦(Executor-class Super Star Destroyer)的艦橋。
- 理查王子(Prince Lee-Char)

水棲星球達克（Dac）的王子，蒙卡利馬人，在《星際大戰：複製人之戰》和漫畫《星際大戰：達斯維達》中登場。在複製人之戰中首次出場，代替被刺殺的父王成為達克星的新任王子，但不受到同星球的另一種族住民夸倫人歡迎，之後遭到夸倫仁和分離主義者機器軍隊的攻擊，最後在安納金、亞蘇卡、恰恰‧冰克斯、參議員佩米和複製人、剛跟人軍隊的協助下成功擊退分離主義者軍隊、獲得夸倫人的信賴並成功繼位。在漫畫《達斯‧維達》中被已經成為黑武士入侵，因為其暗中藏匿自66號命令中逃跑的絕地武士巴爾大師和一眾學徒。
- 藍多·卡瑞辛（Lando Calrissian）

賭徒，韓·索羅的朋友。
- 綺拉·卡爾森（Kira Carsen）

在《星際大戰：舊共和國》中登場，是一名絕地學徒，在絕地武士（Jedi Knight）的故事中成為玩家的學徒。
- 查瓦（Chava）

於《星際大戰：反抗軍起義》登場，年邁的拉薩族女性，族內智者，運用古老預言找到里拉薩星。
- 丘巴卡（Chewbacca）
- （Clone Troopers）

在《星際大戰二部曲：複製人全面進攻》中登場的軍隊，克隆人军團最早是在十年前由其中一位已死亡的絕地大師賽佛迪亞斯（Sifo-Dyas）秘密委託卡米諾（Kamino）人所製造的軍隊。全數皆為賞金獵人強格·費特的細胞所製造的軍隊，最初被人看作是挽救銀河共和国的救星，但实际上克隆人军團是西斯向绝地复仇，建立银河帝国的关键一步，他们的脑部都植入含有了屠杀绝地的66号令的芯片，银河帝国建立之后便終止了克隆人军團的計畫，部分原因是因為已經確定了66 密令的影響會隨著時間的推移而消退，克隆人逐漸恢復了正常的精神狀態後會開始質疑帝國的命令。
雅汶之戰前四年左右，幾乎全部的複製人都正式從帝國軍退役，有不少人甚至因派系情結而加入了反抗軍，而這些離開帝國的複製人，都有把腦部下達66 密令的晶片拿掉。更有複製人認為被控制殺死絕地武士導致帝國誕生，使得效忠的共和國體系不存在，於是以贖罪的心態加入反抗軍。已知角色:
- 先進偵察突擊兵“福特”（ARC Trooper Fordo）

複製人ARC-77，共和國時期的指揮官，是少數由強格‧費特訓練的複製人，又調任隸屬震擊部隊。
- 指挥官科迪 （Commander Cody）

複製人CC-2224，臉部左側帶有模糊的紅色疤痕，共和國時期的指揮官，是歐比王在複製人戰爭期间的副官，隸屬212軍團，參與屠杀绝地的66号密令。在66号密令後科迪仍活躍在帝國中一段時間，甚至領導軍隊在卡須克星上奴役武技族。之後在指挥官科迪星際大戰：瑕疵小隊第 2 季第 3 集中出現，他帶領準星（Crosshair）執行前往德西克斯星球的任務。在自從目睹準星處決了獨立人士Tawni Ames後，開始逐漸對自己效忠的「帝國」徹底失望。
- 雷克斯隊長（Captain Rex）

複製人CT-7567，帶有一個大光頭(在複製人戰爭時是黃色山本頭)，共和國時期的軍官之一也是安纳金·天行者在複製人戰爭期間的副官，隸屬501軍團，知曉安纳金·天行者和佩咪·艾米達拉參議員互相愛慕並時常通訊，但他選擇保密。自稱因在希夫·白卜庭對所有複製人下達66号密令前已拔除脑部的芯片而沒有參與屠杀绝地，實際上其芯片是於66号密令已下達後被亞蘇卡·譚諾發現並幫助拔除，因此成為501軍團中首位於66号密令中倒戈的複製人。在66号密令發動之際，試圖請求亞蘇卡「找到他」（自己的意識即將被芯片控制，因此請求亞蘇卡將其移除）。66号密令之後被帝國認定死亡。
後於《星際大戰：反抗軍起義》第二季中再度登場，並且幫助反抗軍對抗帝國，最早加入反抗軍的複製人之一也是鳳凰中隊的第二號人物。
在正史里，雷克斯曾参与恩多战役。
- 指揮官沃尔夫（Commander Wolffe）

複製人CC-3636，失去右眼，共和國時期的指揮官，隸屬104軍團，雖然沒有參與屠杀绝地的66号密令（因在希夫·白卜庭對所有克隆人下達66号密令前已拔除脑部的芯片），但相當害怕逃過66号密令的絕地報復。
後於《星際大戰：反抗軍起義》第二季中登場。
- 格里高尔隊長（Captain Gregor）

複製人CC-5576-39，共和國時期的指挥官，隸屬212軍團的複製人突擊隊，沒有參與屠杀绝地的66号密令（因在希夫·白卜庭對所有克隆人下達66号密令前已拔除脑部的芯片），在克隆戰爭的Battle of Sarrish戰役中，因共和國在這次戰役的失敗，格里高尔被迫撤退到太空中，導致他的運輸機最終墜毀在Abafar星球，因而導致他失去記憶，他被一個名叫Borkus的Sullustan人救了，Borkus利用他的病情讓他在自己的食店裡當雜工。Meebur Gascon上校在偶然的機會認出了格里高尔，之後他恢復了記憶及幫助了Meebur Gascon及五個機械人（WAC-47、U9-C4、R2-D2、QT-KT、M5-BZ）成功脫險。因頭部曾經受傷，所以精神狀態有點古怪而孤僻。
後於《星際大戰：反抗軍起義》第二季中登場，最終於洛塔星解放战役（Liberation of Lothal）中英勇陣亡。
- 先進偵察突擊兵Havoc（ARC Trooper Havoc）

共和國時期的指揮官，是強格‧費特所少數訓練的複製人，於克隆戰爭的第二次卡米諾保衛戰中光榮陣亡。
- 先進偵察突擊兵Colt（ARC Trooper Colt）

共和國時期的指揮官，是強格‧費特所少數訓練的複製人，於克隆戰爭的第二次卡米諾保衛戰中被阿萨依·文翠丝殺害。
- 先進偵察突擊兵Blitz（ARC Trooper Blitz）

共和國時期的指揮官，是強格‧費特所少數訓練的複製人，於克隆戰爭的第二次卡米諾保衛戰中唯一生存下來的先進偵察突擊兵。
- 先進偵察突擊兵5號（ARC Trooper Fives）

複製人CT-5555，額頭右方帶有數字5的刺青，共和國時期的軍官之一，隸屬501軍團，因發現了共和國最高議長希夫·白卜庭意圖藉由66号密令屠殺絕地武士的陰謀。但在他試圖阻止此陰謀不幸遭到震擊部隊殺害滅口，但是他還是在死前即時的把這個消息告知了安納金·天行者及自己的複製人長官雷克斯隊長和士兵同僚凱斯。
- 先進突擊偵察兵回聲（ARC Trooper Echo）

複製人CT-1409，右胸帶有手印，共和國時期的軍官之一，隸屬501軍團，曾於Lola Sayu的行動中被認為陣亡，實際上被獨立聯邦改造成改造人後復活，並且被加以利用，隨後被雷克斯、安納金等人所救，之後調任至複製人突擊隊99號小組。過去與5號關係最好。66號密令發動期間仍維持意識(可能頭部有被獨立聯邦部分改造過)，對66號密令不知情。脫離帝國後與突擊隊99號小組的成員作為傭兵的身份四處行動，同時也遭到帝國通緝。
- 先進突擊偵察兵傑西（ARC Trooper Jesse）

複製人CT-5597，左臉帶有共和國標誌的刺青，共和國時期的軍官之一，隸屬501軍團，66號密令發動期間，得知雷克斯隊長為了保護亞蘇卡·譚諾而違抗命令，因此下達格殺令，宣布將撤銷雷克斯的軍階及指揮權且將其降職為指揮官，並企圖將他們兩人就地處決，但最終因達斯·魔爾破壞了艦上的動力裝置，導致戰艦撞上星球，傑西及將領們因此陣亡。
- 指揮官艾普（Commander Appo）

複製人CC-1119，共和國時期的指揮官，隸屬501軍團，參與屠杀绝地的66号密令，並帶領複製人501軍團進攻絕地聖殿，卻在追殺絕地學徒途中被光劍砍中受傷。
- 指揮官Jag

複製人CT-55/11-9009，共和國時期的指揮官，隸屬104軍團，參與屠殺絕地的66號密令時駕駛ARC-170星際戰機親手將絕地大師普洛·昆給擊落。
- 指揮官巴卡拉（Commander Bacara）

複製人CC-1138，共和國時期的指揮官，隸屬银河陆战队，參與屠杀绝地的66號密令時帶頭將基·阿迪·芒迪射殺。
- 指挥官“老怪”（Commander Odd Ball）

複製人CC-2237，共和國時期的指揮官，隸屬212軍團的空軍第七中隊。
- 指挥官“耐尤”（Commander Neyo）

複製人CC-8826，共和國時期的指揮官，隸屬91軍團的BARC先進機車偵查突擊隊，參與屠殺絕地的66號密令。
- 指揮官葛里（Commander Gree）

複製人CC-1004，共和國時期的指揮官，隸屬41軍團，參與屠杀绝地的66号密令，原本想從後面刺殺尤達大師卻在被尤達先下手用光劍砍頭而死。
- 指揮官賽爾（Commander Thire）

複製人CC-4477，共和國時期的指揮官，隸屬震擊部隊，曾在一次任務中被尤達大師所救，參與屠杀绝地的66号密令。
- 指揮官葛雷(Commander Grey)

複製人CC-10/994，參與屠殺絕地的66號密令並處決了自己的絕地將領，但在俘虜凱萊布·杜姆期間，因杜姆的一句話讓葛雷愈想愈不對勁，本來想要把事情告訴隊長斯泰爾斯，但卻與其發生爭執，於是隨後決定破壞搭載絕地囚犯的運輸艇，並和同僚們同歸於盡，使被俘的絕地學徒凱萊布·杜姆得以脫逃。
- 斯泰爾斯隊長(Captain Styles)

複製人，共和國時期的軍官，葛雷的搭檔，參與屠殺絕地的66號密令，在逮捕凱萊布·杜姆期間，最終死於同僚葛雷的背叛下。
- 士兵99號（Trooper ninety nine）

複製人99，共和國時期的士兵，年紀最大的士兵因基因缺陷無法上戰場，而他一直尊敬他那些能上戰場的兄弟們，與Hevy、5號和回聲的感情最好，於克隆戰爭的第二次卡米諾保衛戰中光榮陣亡。
- 士兵Tup（Trooper Tup）

複製人CT-5385，頭上綁著髮髻，共和國時期的士兵，隸屬501軍團，與5號關係最好，因在脑部的66号令的芯片發生故障，使他在無意識間刺殺一名絕地大師，最後因脑部嚴重損壞而死在卡米諾，但因他的死使先進偵察突擊兵5號開始調查他在脑部的芯片是什麼。
- 士兵Hevy（Trooper Hevy）

複製人CT-782，共和國時期的士兵，武器是手攜型爆能雷射火神砲，於克隆戰爭的仙月星上的測控站保衛戰中光榮陣亡。
- 士兵 hardcase（trooper hardcase）

複製人，右額和下巴帶有刺青，共和國時期的士兵，隸屬501軍團，武器也是手攜型爆能雷射火神砲，於克隆戰爭中Umbara攻防戰中光榮陣亡。
- 士兵沸騰（Trooper Boil）

隸屬212軍團。
- 士兵蠟匠（Trooper Waxer）

複製人，帶有大光頭嘴唇下方有一點鬍子，共和國時期的士兵，隸屬212軍團，於克隆戰爭中的Umbara攻防戰中被501軍團誤殺而亡。
- 士兵凱斯（Trooper Kix）

複製人CT-6116，是隸屬501軍團的軍醫，沒有參與屠殺絕地的66號密令(因在安艾克斯戰役結束後，凱斯開始對五號的死因進行秘密調查，被杜庫伯爵認定凱斯已經對希夫·白卜庭的計畫造成重大威脅，因此杜库伯爵命令手下綁架他，並且拷問他以確沒有漏網之魚，最終分離主義陣營決定冷凍凱斯並送到索羅諾星由杜庫伯爵親自處理他，但因為當載有凱斯的巡洋艦啟程時即遭到前來營救的共和國艦隊攻擊，隨後巡洋艦墜毀在銀河外環的波瑪星，直到新共和時期有海盜解除凱斯冷凍倉，重見天日的凱斯並不知道他所效忠的共和國早已滅亡，雖然剛離開冷凍艙仍難以適應周遭環境(但由於冷凍艙的效果，凱斯仍保持著當初的身體機能與外觀)，而凱斯他得知複製人戰爭已結束50年，共和國及舊絕地武士團已不存在了)，他也是目前所知全銀河最後一名複製人士兵。
- HOB-147

複製人HOB-147，是隸屬501軍團的駕駛員，因一名幼徒的一句話，使他反抗66號密令。他也是唯一由自己意志反抗66號密令的複製人。
- 豪澤上尉（Captain Howzer）

共和國時期的指揮官，他是少數由在66號密令發動後保持自己思想的複製人。
- 獵人中士（Sergeant Hunter）

複製人，共和國時期的指揮官，複製人突擊隊99號小組的隊長，帶著有骷髏符號的頭巾，且臉的一邊猶如骷髏般的紋面，擅長以震動刀戰鬥，66號密令發動期間仍維持意識，也對66號密令不知情。脫離帝國後與突擊隊99號小組的成員作為傭兵的身份四處行動，同時也遭到帝國通緝。
- 破壞者 (Wrecker)

複製人，隸屬複製人突擊隊99號小組，是隊伍的第一戰鬥人員，頭部左側帶有傷疤，且失去左眼，體格是隊伍中最強壯的，非常喜歡炸彈，為人大方開朗，和歐米茄交情甚好，66號密令發動期間仍維持意識，也對66號密令不知情。脫離帝國後與突擊隊99號小組的成員作為傭兵的身份四處行動，同時也遭到帝國通緝。
- 技師（Tech）

複製人，共和國時期的士兵，隸屬複製人突擊隊99號小組，帶著眼鏡，智商極高，66號密令發動期間仍維持意識，也對66號密令不知情。脫離帝國後與突擊隊99號小組的成員作為傭兵的身份四處行動，同時也遭到帝國通緝。在第二季中為了掩護同伴逃跑而從纜車上墜下身亡，其標誌性的眼鏡被留下。
- 準星（Crosshair）

複製人CT-9904，共和國時期的狙擊手，隸屬複製人突擊隊99號小組，他為人心狠手辣，且思想也非常極端，即便是自己的手下認為命令不妥而不去執行，也會將以射殺。是小組中唯一一位參與66號密令的成員。隨後脫離了突擊隊99號小組並為帝國誓忠。
- 卡特·勞昆（Cut Lawquane）

共和國時期的士兵，自從基歐諾西斯戰役後在執勤時遭到獨立聯邦襲擊，因而淪為逃兵，後與蘇結婚，過著隱居的生活。

## D
- 凱奧·辛·達拉克（Kao Cen Darach）

在《星際大戰：舊共和國》的預告中登場，扎布拉克族（Zabrak），莎蒂麗·珊的師父，舊共和國時期的絕地大師，剑术精湛，但被发狂的達斯·魔古士（Darth Malgus）击杀。
- 卡莉猶·迪婭妮絲（Kaliyo Djannis）

在《星際大戰：舊共和國》中登場，是一名無政府主義者與僱傭罪犯，在帝國特工（Imperial Agent）的故事中成為玩家的戰友。
- 杜庫伯爵（Count Dooku）

- 依拉·朵妮（Elara Dorne）

在《星際大戰：舊共和國》中登場，共和國精銳「滅絕小隊」中任軍醫，在共和國士兵（Trooper）的故事中成為玩家的戰友。
- 伊瑪努爾·多澤上尉（Captain Imanuel Doza）

於《星際大戰：抵抗勢力》登場。
- 托拉·多澤（Torra Doza）

於《星際大戰：抵抗勢力》登場，多澤上尉的女兒。
- 賽佛迪亞斯(Sifo-Dyas)

絕地大师，在星球大战电影中被提及，但未出场。在《星際大戰首部曲：威脅潛伏》的納卜星戰爭之後，他预见到更大规模的内战将会开始，於是向絕地議會表达了为共和國建立軍隊的想法。由于貿易聯邦使用的機器人軍隊可以批量生產，且只要灌注程式就能投入戰爭，而一般生物成长與训练需花費太多時間，於是他打算以加速生长的複製人軍隊來對抗。然而絕地議會認為賽佛迪亞斯的觀點太過偏激，取消了他的絕地長老身份。他於是只好偷偷跟卡米諾人聯絡，谎称共和國的秘密任务是要卡米诺人製造出一個複製人大軍。但達斯·西帝暗中發現，這個複製人軍隊對於自己的計畫有幫助，於是他命令徒弟杜庫伯爵雇用犯罪家族 - 派克人組織(Pyke Syndicate)殺死了賽佛迪亞斯並接手複製人軍隊计划，但修改了一些內容以便之後屠杀絕地，而殺死賽佛迪亞斯的光劍也被杜庫伯爵贈予葛瑞費斯使用。 另外，在葛瑞費斯變成半機械人的手術中，賽佛迪亞斯的血更被輸到葛瑞費斯體內，但這樣並沒有給他任何的原力的敏感度。
- DT-F16

在《星際大戰：反抗軍起義》中登場，銀河帝國指揮官，死亡特種兵（Death trooper），代號：DT-F16，負責運輸凱伯水晶。
- Dume

在《星際大戰：反抗軍起義》中登場，洛塔狼（Loth-Wolf），原力使用者（Force Wielder），額頭上有白色標記，体型巨大，於艾斯納的夢中出現，托夢告訴艾斯納洛塔星絕地聖殿的线索。
- 丁·賈林／曼達洛人（Din Djarin / The Mandalorian）

暱稱老曼（英語：Mando），是《星際大戰》系列的虛構角色，Disney+電視連續劇《曼達洛人》的主角。曼達洛人本名丁·賈林（英語：Din Djarin），自幼父母雙亡，後被曼達洛人收養，訓練成驍勇善戰的鬥士，成為日後的賞金獵人，拿下曼達洛人這個稱號。曼達洛人經常戴著純銀的貝斯卡鋼頭盔，遵守禁止公開露臉的教條。
- 卡拉·鄧恩（Cara Dune）

於《曼達洛人》中登場，前反抗軍震擊士兵，曾參與推翻銀河帝國的內戰，現為一名僱傭兵。

## E
- Dr. Cornelius Evazan

在酒吧與路克發生衝突的人，是位醫生，曾於杰达（Jedha）與琴發生衝突
- EV-9D9

賈巴身邊的主管機器人。
- 茱諾·星蝕上校（Captain Juno Eclipse）

- 絕地流亡者（The Exile）

參見咪拉·蘇瑞克。
- 琴·厄索（Jyn Erso）

在《俠盜一號》中登場，蓋倫的女兒，當年在昆尼克將蓋倫帶走時逃過一劫。長大後因與帝國對抗的罪名而遭扣留，後來被叛軍釋放。她在生活中使用很多不同的別名，如麗娜娜·哈利克（Lianna Hallik）、塔妮思·邦華（Tanith Pontha）和凱斯特勒·當（Kestrel Dawn），而她父親親切地暱稱她為「星塵」。她後來成為叛逆的罪犯—俠盜一號的一員。
- 蓋倫·厄索（Galen Erso）

琴的父親，是一名傑出的物理科學家，主要研究方向是結晶學與能量濃縮，「死星」的超級雷射炮就是根據他的理論開發的。他的創造發明和聰明才智讓他聲名遠揚，而帝國和反抗軍都想獲得他的才智。在银河帝国成立后，克伦尼克让盖伦担任帝国“天能工程”（Project Celestial Power）的研究中心主任。天能工程表面上是为遭受战争破坏的星球提供持续能量，其实以研究「死星」的超級雷射炮为目的。但盖伦起初并不知情。当盖伦获悉事情真相后，便带着妻女，在索·格雷拉的帮助下，从科洛桑逃亡至偏远的拉穆。但没过多久，他被克伦尼克抓回去继续研究超級雷射炮。為了讓「死星」在未來被摧毀刻意在死星结构中暗藏下一个致命弱点。(而根据《侠盗一号》小说版的描述，盖伦·厄索在设计死星时加入漏洞的方法是：为了降低死星反应核的放射性粒子递增而提出多套解决方案，其中之一就是建一条排热口。他指出这是最简单的方案，还故意反对这个方案。结果帝国官僚们采纳了这个方案。)
- E-3PO

於《帝國大反擊》中登場，貝斯平的禮儀機器人，外殼為銀色，曾用赫特人髒話（E chu ta）辱罵C-3PO。

## F
- 基特·菲斯托（Kit Fisto)

絕地議會成員，在基歐諾西斯星以原力推倒頭部被裝在戰鬥機人身上的C-3PO，參與刺殺希夫·白卜庭行動中的絕地大師之一，被希夫·白卜庭殺害。
- 波巴·费特（Boba Fett）

- 強格·費特（Jango Fett）

- 原力之父(Force Father)

Mortis星球上的居民，神秘领域莫蒂斯存在着三位半人半神之一，他们掌控原力的方式独一无二，在银河系中没有任何别的人能做到。原力之父”在他的“女儿”和“儿子”之间保持着平衡，他对原力的光明面和黑暗面同样展现出亲和力。“原力之父”知道他时日不长了 -- 面对迫在眉睫的死亡，他需要找到另一个人来维持平衡。他的目标与那远古的绝地预言的描述是相同的 -- 天选之子的崛起会为原力带来平衡。目睹安納金在Mortis星上用強大的原力同時馴服原力之子和原力之女，認定安納金·天行者為天選之子，並說這一壯舉只有天選之子能做到，並告誡他说：你是天选之子，坚持此道，但要小心你的心。首次在星際大戰：複製人之戰登場。最後登場於《星際大戰：反抗軍起義》中的壁畫
- 原力之子（Force Son）

Mortis星球上的居民，神秘领域莫蒂斯存在着三位半人半神之一，他们掌控原力的方式独一无二，在银河系中没有任何别的人能做到。黑暗原力的化身，在莫蒂斯与他的妹妹，光明面的化身—“原力之女”，还有尝试维持原力平衡的强大的原力使用者—“父亲”住在一起。“原力之子”试图逃离莫蒂斯并肆虐银河，而且以变化莫测的幻术多次引诱安纳金·天行者加入黑暗面，还迷惑亞蘇卡·譚諾并在最后向安纳金展现了他未来会犯下的可怕罪行。他的努力最终失败了，并导致他和“原力之女”及“原力之父”的死亡。首次在星際大戰：複製人之戰登場。最後登場於《星際大戰：反抗軍起義》中的壁畫
- 原力之女（Force Daughter）

Mortis星球上的居民，神秘领域莫蒂斯存在着三位半人半神之一，他们掌控原力的方式独一无二，在银河系中没有任何别的人能做到。光明原力的化身，这位高大而神秘的半人半神可以幻化为一只狮鹫，她毫无私心地对立于她的哥哥—“原力之子”，他与原力黑暗面联结。他们保持着原力的平衡，通过他们父亲保持的平衡。被其兄误杀，生命垂危之时用剩余的生命力挽救了阿索卡·塔诺的生命，常常与她相伴的小鸟也因此转而伴随阿索卡·塔诺。首次在星際大戰：複製人之戰登場。最後登場於《星際大戰：反抗軍起義》中的壁畫。
- 芬恩（Finn）

## G
- G0-T0

- Meebur Gascon

於《星球大戰：複製戰紀》登場，是共和國時期看地圖分析的上校，沒有上戰場打仗的經驗，他帶領了五個機械人（WAC-47、U9-C4、R2-D2、QT-KT、M5-BZ）潛入分離勢力偷走密碼署理卡；幫助了短暫失憶的複製人指揮官格里高爾。
- 索·格瑞拉（Saw Gerrera）

曾參與複製戰爭的老兵，認識雷克斯隊長，曾幫助蓋倫照顧和訓練琴，首次在星際大戰：複製人之戰登場。最後登場於《星際大戰：反抗軍起義》與《星際大戰：俠盜一號》，最後被死星的超級雷射炮毀滅傑達（Jedha）聖城的衝擊地震而死。
- 史蒂娜·格雷拉（Steela Gerrera）

首次在《星際大戰：複製人之戰》登場。最後登場於《星際大戰：反抗軍起義》影像，是索·格雷拉的妹妹，被分離主義者的炮艇下殺死。
- 高比（Gobi）

於《星際大戰：複製人之戰》和《星際大戰：反抗軍起義》登場，提列克族；查立·仙杜拉的手下，騎的動物是布加，經歷過複製人戰爭。
- 高蒂（Gooti）

於《星際大戰：反抗軍起義》登場，（未知道族類），綱鐵中隊成員。
- （Instructor Goran）

於《星際大戰：反抗軍起義》登場，銀河帝國天擊軍校飛行教官，他不相信有飛行學員叛徒潛伏。
- 格里多（Greedo）

Jabba the Hutt的手下，最終被韓索羅槍殺。
- 葛里維斯將軍（General Grievous）

- 格林特（Myles Grint）

於《星際大戰：反抗軍起義》登場，代號 LRC-077，銀河帝國督導兼洛塔星帝国军校教官，被威爾霍夫·塔金盤問，最后在塔金的命令下被大帝國判官處決。
- 岡恩（Gron）

於《星際大戰：反抗軍起義》登場，勒沙族，曾經是利霸·歐利提歐斯護衛隊的部下。
- 格羅古 / 孩子（Grogu / The Child）

於《曼達洛人》中登場，與尤達同種族的原力敏感孩童。
- （Gungi）

於《星際大戰：複製人之戰》及《星際大戰：瑕疵小隊》登場，武技族的少年絕地武士，成功逃脫66密令的追殺，初時對複製人士兵突擊隊99號十分敵意，在奧米茄的說話知下暫借放低敵意。
- 紐特·岡雷（Nute Gunray）

- Admiral Gorin

於《星際大戰：俠盜一號》登場，銀河帝國上將，斯卡里夫守軍，參與斯卡里夫戰役，於斯卡里夫戰役中陣亡。

## H
- HK-47

- 杭哈（Hanharr）

- 赫斯將軍（General Hux）

- Veris Hydan

帝國軍官，負責挖掘洛塔绝地圣殿壁畫。
- 哈克（Hark）

於《星際大戰：反抗軍起義》登場，曼達洛族（人類），薩克森（Saxon）部落的成員，銀河帝國的小隊長，曾反對Tiber Saxon將薩繽·連的發明改良成武器加以完成並且拿來對付曼達洛族，並試圖說服Tiber，結果反遭其背叛。

## I
- 基拉克·因菲尔阿（Kirak Infil'a）

- 席鲁·英韦（Chirrut Îmwe）

侠盗一號的一员。神秘的盲武士、原力使用者、信徒、圣殿守望者，武器是一把雷射弩，于史卡利夫战役中英勇阵亡。由甄子丹飾演。
- 帝國判官（Inquisitorius)

隸屬銀河帝國下的組織，也稱作審判官或裁判官，組織成員全數曾經是絕地組織成員( 大帝國判官則曾具備絕地武士同級的絕地聖殿守衛資格，但部分成員只有前學徒甚至幼徒等級 )，后堕入黑暗面成為西斯。大约在马拉科任务三年之后，由於银河帝国认为绝地武士团基本上已被消灭，这使得帝國判官成了冗余，最终不复存在。已知人物:
- 大帝国判官(The Grand Inquisitor)

于《星際大戰：反抗軍起義》第一季登場的Pau'an，前绝地圣殿守卫者（Jedi Temple Guard），亞蘇卡·譚諾因绝地的错误和傲慢离开了武士团，而参与了这一事件的绝地圣殿守卫者产生了信仰上的动摇，並開始堕入黑暗面，為此當帝國組成時，皇帝招募他成为判官之首，在敗給肯南後，最終落入了爆炸的反应堆中自盡，但在第二季肯南·賈奴斯重回洛塔绝地圣殿寻求尤达大师的指引时，尤达根据肯南·賈奴斯的认知制造出了判官昔日身份的絕地英靈，从而以这种方式引导他；但他真正的原力靈魂就被黑武士永久囚禁在絕地聖殿遺跡內部以作為其失敗的懲罰。
- 二師妹(Second Sister)

本名為崔拉·蘇杜里（Trilla Suduri），原本是絕地武士席兒·朱妲（Cere Junda）的學徒，在第66號密令期間被自願擔任誘餌的師傅命令要帶著年輕學徒躲好，卻沒想到師傅被抓去受不了拷問而講出自己學徒躲藏所在，導致崔拉之後也被抓並受盡折磨成了帝國判官－二師妹。二師妹跟九師妹被指派追殺絕地倖存者，也就是遊戲《星際大戰 絕地：組織殞落》的主角－凱爾，並試著奪取他身上的全像儀，好獲得銀河系其他原力敏感的孩子其名單，但最後卻被擊敗而遭不能容忍多次失敗的達斯維德處決，死前希望自己前師傅和凱爾能為他們這些殞落的絕地報仇。
- 三師姐(Third Sister)

本名瑞瓦·塞萬德，原是絕地幼徒，于《歐比王·肯諾比 (電視劇)》登場，曾親眼見證了安納金在科羅森的絕地聖殿將所有絕地武士、幼徒、以及親人斬盡殺絕的慘狀。因此以投靠黑暗面的名義以獲得維達青睞的機會再將其處決來報仇，但實際上由於過度專注對歐比王的追殺而一直和其他判官和大帝國判官不和，至還因此利用光劍刺傷了大判官，更一度取得了大判官的資格，但在尋找時機下手時因完全不敵達斯維德的原力絕對優勢重創而被拋棄；勉強存活下來後則改為殺死達斯維德的真正後代作為復仇手段，卻在制服和準備處決路克時發現自己和達斯維德當年的暴行別無二致而拋棄黑暗面，最後下落不明。
- 四師妹(Fourth Sister)

本名琳恩，是前絕地，跟巴里斯是舊識，後來成為了審判官，但在某次任務中被反抗軍指揮官 Lina Graf 拿走裝甲，使得她混進穆斯塔法的維德城堡中，成功救出 Thom Hudd 中尉。
- 五師兄(Fifth Brother)

在《星球大战:义军起义》第二季中与七師妹同时登场。他奉达斯·维德之命代替大帝国判官平叛的任务。最终在第2季第22集《学徒之暮（下）》中於马拉科事件被達斯·魔爾刺中腹部死亡。
- 六師弟(Sixth Brother)

与正史漫画《达斯·维德》以及亞蘇卡·譚諾的小说中出现，在與維德訓練時失去左手臂，之前的任务是寻找原力敏感儿童，后来放弃该任务并去猎杀前绝地学徒——亞蘇卡·譚諾。后在与亞蘇卡决斗时因为缺乏技巧以及亞蘇卡的强大而被杀死，光剑中的水晶由亞蘇卡净化成纯白色后组装出两把新光剑，也就是亞蘇卡在动画《星球大战:义军起义》中所使用的光剑。
- 七師妹(Seventh Sister)

于《星球大战:义军起义》第二季中出现的角色。她被奉命调查亞蘇卡·譚諾。最终在第2季 - 第22集《学徒之暮（下）》中於马拉科事件被達斯·魔爾斬首
- 八師弟(Eighth Brother)

戴著頭盔，沒有顯現樣子，在《星球大战:义军起义》第2季第21集《学徒之暮（上）》登场。他被奉命前往马拉科调查一个“鬼影”（就是達斯·魔爾），与肯南师徒和亞蘇卡·譚諾相遇后召唤了七師妹和五師哥前来支援。在第22集《学徒之暮（下）》中与五師哥对战肯南·賈奴斯和亞蘇卡·譚諾，杀死七師妹的達斯·魔爾前来协助阿索卡杀死了五師哥，在一对三的情况下，於马拉科事件企圖逃跑，不料因光劍的圆形轨道被凯南砍中並突然故障而摔落到马拉科聖殿之下，生死不明。其旋轉光劍帶有鋸子
- 九師妹(Ninth Sister)

本名瑪莎娜·泰德（Masana Tide)，於正史漫画《达斯·维德》中出现，在與維德訓練時失去左眼，並在某次行動時因出現懦弱情緒而被六師弟斬斷右腳。接著就與這位帝國判官同僚躲避一個賞金獵人家族的追殺，藉此發現到帝國有許多想要恢復成共和國體制的叛徒。也參與了討伐絕地大師 Ferren Barr 和跟隨他的絕地倖存者之任務，在《星際大戰 絕地：組織殞落》中與二師妹奉命前往布拉卡星（Bracca）追捕絕地組織倖存者-凱爾·克堤斯（Cal Kestis），但卻令其逃脫，最後在卡須克與凱爾決戰，卻被砍斷右手掌且用原力推下山而一度失蹤；但在《星際大戰 絕地：倖存者 》被證實存活並加裝了機械右手掌，在凱爾的小隊完成任務準備撤離時突然帶著大批人馬殺出，當場殺死瑟詹參議員（Senator Sejan）並導致三名小隊成員當場身亡，逼得凱爾不得不親自與之交手，在與凱爾對戰過程中被凱爾用原力看穿過往，在極度憤怒下被凱爾看穿破綻並斬於劍下。
- 十師弟(Tenth Brother)

本名為普羅塞特·迪布斯（Prosset Dibs），於正史漫画《达斯·维德》中出现，白色頭髮的帝國判官，為僅有一名沒有使用標準雙刃旋轉光劍的帝國判官( 他使用兩把具有帝國判官雙刃旋轉光劍半圓軌道的紅色單刃短光劍 )。曾在複製人戰爭期間懷疑絕地維護和平的定位，為此於某次任務中想殺害魅使·雲度卻沒成功，之後帝國期間成為審判官，跟其他兩位同行參與了討伐絕地大師 Ferren Barr 和跟隨他的絕地倖存者之任務，不過 Ferren Barr 卻用原力控制了部分肅清風暴兵，要他們掃射三位審判官，其中第十師弟就這樣被射殺。
- 無名帝國判官（Unidentified Inquisitor）

在接到發現絕地的線報後前往一個小村落調查，在沒有發現任何絕地下憤而屠村，僅留下舉報者和一名較年長的村民，後與珊珊來遲的亞蘇卡·譚諾(Asoka Tano)交戰，因技不如人而被其斬首。
- 帝國判官馬洛克（Inquisitor Marrok）

於影集《亞蘇卡》出現的帝國判官，也是已知帝國判官團隊當中唯一一名活到了新共和國時期仍然維持自身職責的判官，及後被摩根·埃斯貝（Morgan Elsbeth）僱傭而成為僱傭兵，職責為保護摩根尋找索龍元帥可能潛藏地的星際地圖，並多次和全力阻止摩根的亞蘇卡和學徒薩繽交手，但在西托星森林單獨面對亞蘇卡時，暴露帝國判官過於依賴雙刃旋轉光劍且技不如人的弱點而被亞蘇卡看穿破綻並被砍中上腹部而死，死前在腹部傷口當中噴出大量綠色煙霧（跟暗夜姐妹所使用的黑魔法顏色相近）。
- IG-11

IG-11是一個以賞金獵人為業的機器人，它接到任務去抓捕並殺死孩子，於《曼達洛人》第一章中登場。曼達洛人在抓捕孩子途中第一次遇到IG-11，他們合作解決僱傭軍。IG-11打算殺死這個孩子，曼達洛人在IG-11動手前一槍打爆了它。奎伊爾將它修復，重新編程為保母機器人，能夠保護孩子。隨後，它與奎伊爾加入曼達洛人的團隊，前往尼瓦羅星球與格里夫·卡加會面。曼達洛人起初並不信任改造後的IG-11,但它最終犧牲自己保護了孩子和同伴。IG-11由塔伊加·維迪提配音。

## J
- 赫特人賈霸（Jabba the Hutt）

- 賈米莉婭女王（Queen Jamillia）

繼佩咪·艾米達拉下一任的那卜星女王。由阿耶莎·達爾克飾演。
- 瑪拉·翠玉·天行者（Mara Jade Skywalker）

- 老趙（Old Jho）

於《星際大戰：反抗軍起義》登場，洛塔星Pit Stop酒吧老板。
- 魁剛·金（Qui-Gon Jinn）

- （Jocasta）

於《星際大戰：複製人之戰》影集（2015年）登場，絕地聖殿圖書館館長，最後死於66密令。
- 莊拿（Jonner）

於《星際大戰：反抗軍起義》登場，綱鐵中隊成員。
- 肯南·賈奴斯（Kanan Jarrus）

於《星際大戰：反抗軍起義》登場，该剧主角之一，本名凱利·杜姆（Caleb Dume），他的師父是德帕·比拉巴。作為從66號密令中生還的絕地武士，他也是反抗軍小隊的隊長，同時是風趣機智的槍手。他隐匿自己的绝地身份多年，然而與帝國間的战争，使他感到愈來愈難隐藏，最终他选择公开自己绝地武士的身份。他有領導天分，並總是能在最關鍵的時候帶領隊伍化險為夷，在了解到艾斯納的潛力後，邀請艾斯納成為小隊的一員並讓他接受絕地武士的訓練，總是盡力教導艾斯納、絕地武士和原力的一切，但有時也會懷疑自己是否有能力讓艾斯納成為一名真正的絕地武士，第2季 - 第22集被達斯·魔重創雙眼導致其失明，但他隨後戴上面具並與其對決。在原力的輔助下戰勝了達斯·魔。第4季 - 為了拯救自己的愛人與朋友，最後死於洛塔星燃料精煉廠爆炸的大火之中。在死後，其靈魂回歸生命原力，並以藉由洛塔狼的身份繼續開導艾斯納。
- 茱哈妮（Juhani）

- 席兒·朱妲（Cere Junda)

於《星際大戰 絕地：組織殞落》登場的絕地大師，徒弟是崔拉·蘇杜里。在66號密令後帶著弟子試圖逃避銀河帝國的追緝，卻在引開帝國軍時不幸被捕，並在之後的拷問中說出了崔拉與另一名弟子的藏身處導致兩人被捕，崔拉因此墮入原力的黑暗面，成了帝國負責追捕絕地的帝國判官之一。事後席兒以憤怒和後悔等情緒首次激發出黑暗面原力逃出監獄，內疚的她自此隔絕了與原力的感應，但仍試圖重建絕地組織好對抗帝國。多年後她救了被發現使用了原力的絕地學徒凱爾·克提斯，並指導他成為絕地武士；在最後與黑武士對峙當中甚至激發出原力擠壓此黑暗面技能，而被黑武士發現具備更好的帝國判官潛質，但在凱爾勸阻和發現危險後以另一種原力技能：原力屏障全力阻止黑武士進擊而筋疲力盡，但成功爭取時間讓凱爾想辦法做成帝國判官要塞的海底通道進水而一同從海底逃生；在《星際大戰 絕地：倖存者》中繼續指導凱爾並保管絕地檔案，但因博德•阿庫納(Bode Akuna)向帝國竊漏行蹤情報而引來了黑武士的追殺，她為了保護凱爾逃生而被黑武士擊殺；她的死也是凱爾在接下來的旅程當中陷入迷惘的另一主因，然而在該作品末期以絕地英靈身份建議凱爾以自身經歷去指導作為原力敏感者的卡塔•阿庫納(Kata Akuna)。
武器：光劍（其凱伯水晶已拿去為葛瑞玆·居特司抵債，在伊冷星將之贈送給凱爾以打造屬於他自己的光劍）→爆能槍→雙刃旋轉光劍（原為二妹持有，後被凱爾奪取，用此劍冊封過凱爾以及進攻帝國判官堡壘時使用）→藍色光劍（第二作時使用）

## K
- 泰隆·卡爾德（Talon Karrde）

新共和國時期的一名走私客，原是走私客約吉·卡達斯的部下，在約吉·卡達斯離開後接掌組織。在索龍危機期間，他發現了乘坐損壞X翼戰機的路克·天行者，並選擇保護天行者和隨後而到的藍道·卡瑞森和韓·索羅。索龍隨即逮捕卡爾德並詢問複製人戰爭期間失蹤的鋒刃艦隊位置所在。在新共和支持下他得以獲救，但仍表態保持中立。索龍之手危機期間，他尋找引發新共和內亂的「卡瑪斯文件」，最終找到約吉·卡達斯，並利用卡達斯交予他的文件結束索龍之手危機和偽索龍引發的帝國內鬥。卡爾德隨即提議建立橫跨於新共和與帝國兩方之情報組織，獲得雙方支持。泰隆·卡爾德座艦為「狂野卡爾德號」(Wild Karrde)，瑪拉·翠玉曾為其左右手。
- 安吉‧科拉（Agen Kolar）

絕地議會成員，參與刺殺希夫·白卜庭行動的絕地大師之一，被希夫·白卜庭秒殺。
- 積·卡魯（Jai Kell）

於《星際大戰：反抗軍起義》登場，前銀河帝國軍校學員，背叛帝國，逃走時被反抗軍救起，同媽媽一齊找地方隱居，頭盔是藍色。
- 傑禾（Kitwarr）

於《星際大戰：反抗軍起義》登場，武技族（Wookiee）；有個兒子，在凱索星香料礦場K-76工作；被反抗軍救起。
- 滴答（Klik-Klak）

於《星際大戰：反抗軍起義》登場，基諾西斯人（Geonosian）吉諾西斯星境內的倖存者。
- 賀比（Hobbie Klivian）

於《星際大戰：反抗軍起義》及《星際大戰五部曲:帝國大反擊》登場，前銀河帝國天擊軍校飛行學員，被反抗軍救起。後於霍斯戰役中英勇陣亡。
- 龐克·雷爾（Pong Krell）

於《星球大戰：複製戰紀》登場，501軍團的代理將軍，Besalisk，背叛共和國的絕地大師，最終因叛國，本來應該由雷克斯隊長執行槍決的，但卻被其部下Dogma搶先槍殺，持兩把分別為藍色和綠色的雙刃光劍。
- 莎廷·克里兹（Satine Kryze）

在《複製人之戰》中登場的曼達洛族（人類），为曼達洛公爵。也是歐比王·肯諾比的初戀女友，最後被達斯·魔所殺，她的死更導致曼達洛內戰全面爆發。
- 博-卡坦·克里兹（Bo-Katan Kryze）

在《複製人之戰》與《反抗軍起義》中登場的曼達洛族（人類），死神卫（Death Watch）的成員之一，是莎廷·克里兹的妹妹，也是克里茲（Kryze）部落的現任領袖(在姊姊莎廷·克里兹被達斯魔所殺死後)，在共和国被改组为帝国，克隆人士兵成了占领军。博-卡坦拒绝向帝国妥协，遂被废黜。隨後扶植了對帝國誓忠的萨克森氏族（Clan Saxon）作为帝国在曼達洛星的傀儡政權，开始统治曼达洛。
在经过十几年的抗争，在年轻的曼达洛人义军战士薩繽·連（Sabine Wren）的帮助下，博-卡坦拿回暗剑，再次成为全曼达洛人的领袖。自從曼達洛脫離帝國統治之後便繼承其姐姐的位子成為曼達洛的領袖。
- 凱爾·卡塔恩（Kyle Katarn）

- 歐比王·肯諾比（Obi-Wan Kenobi / Ben Kenobi）

- 奇·亞地·蒙地（Ki-Adi-Mundi）

首次登場於《星際大戰首部曲：威脅潛伏》（1999年），最後登場於《星際大戰：複製人之戰》影集（2015年）。絕地大師、絕地議會成員，最後死於66密令。
- 普羅·空（Plo Koon）

首次登場於《星際大戰首部曲：威脅潛伏》（1999年），最後登場於《星際大戰：複製人之戰》影集（2015年）。絕地大師、絕地議會成員，為發掘亞蘇卡·譚諾的人。最後死於66密令。
- 伊斯·科斯（Eeth Koth）

首次登場於《星際大戰首部曲：威脅潛伏》（1999年），絕地大師、絕地議會成員，後離開絕地組織並育有一女。於66密令期間被達斯·維德殺害。而其女兒則被達斯·維德送去修道院撫養
- 柯瑞亞（Kreia）

- 埃克薩·昆（Exar Kun）

- 亚历山大·凱勒斯探員（Agent Alexsandr Kallus）

於《星際大戰：反抗軍起義》登場，为主要配角之一。代號 ISB-021；前銀河帝國安全局探員，第2季 - 在冰月球同利霸·歐利提歐斯化敵為友；第3季 - 背叛了帝國，以間諜法昆（Fulcrum）身份暗中幫助反抗軍，後於被索龍元帥發現宜逃走，第4季起加入反抗軍；武器是寶來福槍（二合一電能杖）。
- 卡修斯·康斯坦丁上將（Admiral Kassius Konstantine）

於《星際大戰：反抗軍起義》登場，銀河帝國上將，帶有一字鬍；第2季 - 曾試圖攔截反抗軍小隊的船艦，不料因對方搶先進入超空間模式而導致無意間攔截了後方追擊他們的達斯·維達；第3季 - 在阿圖朗星戰役時，由於不聽從索龍元帥的命令，自己擅自行動，結果中了佐藤指揮官的陷阱，在阿圖朗星戰役中陣亡。
- 奧森·克倫尼克總管（Director Orson Krennic）

- K-2SO

侠盗一号的一员。前帝国鎮暴机器人，被重新设定后为义军效命。於斯卡里夫戰役中英勇陣亡。
- 凱爾·克提斯（Cal Kestis）

於《星際大戰 絕地：組織殞落》登場。其師傅是賈羅。他在六十六號密令後逃亡到卜拉卡星(Bracca)。在多年後為了救朋友而使用原力而被帝國發現並追殺，被席兒·朱妲所救，並在她的指導下開始重拾原力的修行，與意圖重建絕地組織。
- 格里夫·卡加（Greef Karga）

於《曼達洛人》中登場，賞金獵人公會的首領。
- 奎爾（Kuiil）

於《曼達洛人》中登場。

## L
- 貝魯·拉爾斯（Beru Lars）

路克·天行者的嬸嬸，婚前名為貝魯·白日（Beru Whitesun），在路克·天行者買下R2D2後，遭到帝國兵肅清
- 歐文‧拉爾斯（Owen Lars）

路克·天行者的叔叔，一名居住在塔圖因的農夫，在路克·天行者買下R2D2後，遭到帝國兵肅清。一直阻止路克·天行者離開塔圖因是不希望看的路克·天行者變成安納金命運的犧牲品。
- 羅巴（Lobot）

於《星際大戰五部曲：帝國大反擊》中登場，貝斯平雲城的電腦通訊官。
- 黛娜·李奧（Dhara Leonis）

曾經是帝國學院裏的優秀學員，她對於洛塔星的整幢帝國綜合大樓瞭如指掌；因為對原力敏感而在「收割者計劃」中被帝國判官帶走失蹤，她弟弟扎雷·李奧為了尋找她而和幽靈號船員合作，最終成功救出她。最後，他們一家定居在加雷(Garel)星上。
- 扎雷·李奧（Zare Leonis）

於《星際大戰：反抗軍起義》登場，銀河帝國軍校學員，已經升為三級通行証，快張調去艾簡尼斯軍官學校辦公室工作；因為他的姐姐黛娜失蹤，頭盔是黃色。
- 尼士·拉施迪（Yogar Lyste）

於《星際大戰：反抗軍起義》登場，銀河帝國中尉，代號 LSM-03；第1季出場時，洛塔星炸毀森馬家的房屋，並強行帶走森馬家人去監獄，因為被艾斯納突襲而失敗；第2季當莉亞·歐嘉納公主來洛塔星探訪時負責維護其船艦安全，但因為被反抗軍戲弄而失敗、並被責難；第3季時被凱勒斯探員嫁禍是反抗軍間諜而被捕。
- LT-319

於《星際大戰：反抗軍起義》登場，本名不祥，银河帝国资讯部的成員之一，在其所在船艦的資訊小組身為管理職位，帶著眼鏡，代號 LT-319，利用病毒來控制小鐵（C1-10P）,後來希娜·仙杜拉利用小鐵傳輸大量的能量到他所在的船艦，使船艦因過熱而爆炸。
- 蘇·勞昆（Suu Lawquane）

卡特的妻子。
- 莎伊阿·勞昆（Shaeeah Lawquane）&傑克·勞昆（Jek Lawquane）

卡特和蘇的養子和養女。

## M
- M1-4X

- 真子（Mako）

在《星際大戰：舊共和國》中登場，是一名電腦天才與駭客，在賞金獵人（Bounty Hunter）的故事中成為玩家戰友。
- 巴兹·梅尔巴斯 （Baze Malbus）

侠盗一号的一员，是個佣兵、武器大师，于斯卡里夫战役中英勇阵亡。
- 達斯·魔古士（Darth Malgus）

- 泰倫·馬里科斯（Taron Malicos)

在《星球大戰 絕地：組織殞落》登場，是一名前絕地大師，後來成功逃脫66密令的追殺，逃往達索米爾星，並轉向黑暗面，希望學取暗黑力量，最後被暗夜姊妹梅林封印在地底，直至死亡。
- 曼達洛（Mandalore）

- 蓋倫·馬雷克（Garen Marek）

- 維薩斯·瑪爾（Visas Marr）

- 馬特·馬頓（Mart Mattin）

於《星際大戰：反抗軍起義》登場，綱鐵中隊隊長。佐藤司令的姪子。個性頑強，起初不願從索在星球撤退。參與第四季解放洛塔星的戰役、聽從艾斯納的指示，在索龍元帥回到洛塔後，從宇宙中帶回普里格鯨作為支援。
- 達斯·魔（Darth Maul）

- 安托克·梅里克將軍（General Antoc Merrick）

反抗軍同盟的將軍，藍色中隊隊長，X翼戰機的駕駛員，於斯卡里夫戰役中英勇陣亡。
- 門徒/米卡爾（Disciple/Mical）

- 蒙·莫瑟瑪（Mon Mothma）

在絕地大反攻、《星際大戰：反抗軍起義》、《安道爾》、《亞蘇卡》中出場。反抗軍同盟的上層，反抗軍同盟的創始者之一，也是前銀河共和國、帝國的議員；因為她發表了爭議性演講─「希夫·白卜庭是個說謊的劊子手，以維持治安之名行使暴政，我們不能容忍這邊邪惡存在於世」─而成為帝國封殺的對象。
- 戴維·莫根（Dev Morgan）

於《星際大戰：反抗軍起義》登場，前銀河帝國軍校學員，背叛帝國；救起同班學員積·卡魯，被免落入大帝國判官手上，逃走時被反抗軍救起，頭盔是紅色；真正身分是艾斯納·包力格。
- 達斯·馬拉克（Darth Malak)

達斯‧瑞文的學徒。
- 米拉米爾（Miramir)

芮的母親，達森的妻子。

## N
- 弗里頓·納德（Freedon Nadd）

- 納斯頭目（Boss Nass）

納卜星岡根人領袖。
- 達斯·尼赫勒斯（Darth Nihilus）

在《星際大戰舊共和國武士II：西斯領主》中的封面人物，戴著白色面具的西斯武士，達斯·特瑞婭（Darth Traya）的徒弟。
- 露瑪（Numa）

於《星際大戰：複製人之戰》和《星際大戰：反抗軍起義》登場，提列克族；查立·仙杜拉的手下，騎的動物是布加；幼年時經歷過複製人戰爭，被當時的複製人士兵沸騰和蠟匠所救。
- 尼恩·南布（Nien Nunb）

反抗軍成員，蘇魯斯特人，安鐸戰役时期，蘭度·卡里遜的副官。
- 乔卡丝塔·纽（Jocasta Nu）

於《星際大戰：複製人之戰》和漫畫《星際大戰：達斯維達》(Star Wars: Darth Vader)中登場。原本是科洛桑星球上的絕地聖殿裡的檔案管理員。年長的人類女性，作為檔案管理員有著巨大的知識量，不過光劍的劍技和原力的使用技巧並不出眾。在漫畫《達斯‧維達》裡顯示其成功自66號密令後倖存，並在外星球建立了一座絕地學校，但是在返回科洛桑、潛入聖殿試圖帶走原力敏感孩童的資料庫時被達斯維達和大判官阻止，之後她逃進密庫後，使用了一把特殊的步槍、可以將光劍當作子彈、射出威力強大的光束，不過在成功射擊數發之後使她的光劍劍柄融化、並在被科洛桑守衛抓獲後因為激怒維達而被殺死，但是她在在外星球建立的資料庫雖然被其同伴戈爾按照她的要求炸毀(以免被西斯發現)、在多年後還是被路克‧天行者找到了。

## O
- 巴里斯·歐非（Barriss Offee）

於《星際大戰二部曲：複製人全面進攻》、《星際大戰：複製人之戰》和《星際大戰：帝國傳說》登場，背叛共和國的絕地武士，她的師父是盧米娜拉·昂杜利，她炸毀絕地聖殿嫁禍亞蘇卡·譚諾，搶走了阿薩依·凡翠斯的紅色光劍，最後被安納金·天行者擊倒，在法庭說銀河共和國遲早會滅亡。在銀河帝國成立後，被拉攏並作為判官訓練，但是因為無法接受帝國的殘暴而脫離（也想起自己現在的行為如同當年將炸毀絕地聖殿的罪行嫁禍信賴自己的亞蘇卡·譚諾）。在多年後定居於某個寒冷星球，最終被曾經的好友四師妹誤殺。
- 奧歷（Nazhros Oleg）

於《星際大戰：反抗軍起義》登場，銀河帝國軍校學員，在步行炮塔機訓練時，被背叛帝國的積·卡魯開槍電暈，頭盔是綠色。
- 卡斯·奧納西（Carth Onasi）

- 凱滋·昂尤（Ketsu Onyo）

於《星際大戰：反抗軍起義》登場，過去是在卡拉星上同薩繽·溫恩惹事生非的賞金獵人，初次登場時想搶走帶有反抗軍重要情報的EG-86機械人；曾隸屬賞金獵人組織黑色太陽，後加入反抗軍的鳳凰中隊。
- 烏娜（Oora）

於《星際大戰：反抗軍起義》登場，她的女兒比比被兩個帝國判官五哥和七妹搶走前，已經被機械人帶走，後於由反抗軍救起，一齊乘幻影號逃走。
- 薩瓦其·奥普雷斯（Savage Opress）

於《星際大戰：複製人之戰》中登場，達斯·魔爾的族弟兼徒弟，被暗夜女巫賦予強大的力量後送給杜庫當作新的徒弟，實際上是用以暗殺他的道具。先後成為達斯·泰拉勒斯和達斯‧摩爾的徒弟，但最終在曼德洛星被達斯·西帝殺害。
- 貝爾·歐嘉納大公（Prince Bail Organa）

首次登場於電影《星際大戰二部曲：複製人全面進攻》中，最後登場於電視劇《歐比王·肯諾比》。是莉亞公主的養父，也是絕地的支持者和反抗軍同盟的創始者之一，在銀河共和國時期在共和議會中擔任代表奧德蘭（Alderaan）星議員，最後被死星的超級雷射炮毀滅奧德蘭而死
- 莉亞·歐嘉納·索羅公主（Princess Leia Organa Solo）

- 布萊哈·安地列斯·歐嘉納女王（Queen Breha Antilles Organa）

是莉亞公主的養母，也是奧德蘭（Alderaan）星的統治者，首次登場於電影《星際大戰三部曲：西斯大帝的復仇》中，最後登場於電視劇《歐比王·肯諾比》。最後被死星的超級雷射炮毀滅奧德蘭而死
- 韓都·奧納加（Hondo Ohnaka）

於《星際大戰：複製人之戰》與《星際大戰：反抗軍起義》中登場，共和國及帝國時期的海盜，在帝國時期勢力大幅下降，相當欣賞艾斯納·包利格的反抗軍小隊，因此願以給予協助。
- 利霸·歐利提歐斯（"Zeb" Orellius）

於《星際大戰：反抗軍起義》中登場，为该剧主角之一。是位身材高大魁梧的格鬥家，母星勒沙星因帝國的侵略而淪陷，他是少數逃出母星而沒被銀河帝國俘虜的勒沙族族人，體能強壯，但脾氣不太好，熱衷於打鬥，個人偏好「先打後問」，最快樂的事情就是教訓帝國風暴兵，最初和新加入的成員艾斯納·包力格不和，但兩人在共同歷經冒險犯難後逐漸成為好夥伴，在安鐸戰役後和亞歷山大·凱勒斯到勒沙族的始祖星球生活，武器是寶來福槍（二合一電能杖）。
- Captain Kado Oquoné [1]

反抗軍軍官，於斯卡里夫戰役中英勇陣亡，並摧毀了兩艘滅星者艦及斯卡里夫防護罩。
- 肯德尔·奥泽尔上将（Admiral Kendal Ozzel）

銀河帝國上将，执政官级超级滅星艦（Executor-class）的前指揮官，因没有完成任务而被達斯·維達用原力鎖喉勒死，之後被達斯·維達稱呼一句：「他就像其笨拙的外貌一樣愚蠢。」
- 奧米茄（Omega）

在《星際大戰：瑕疵小隊》中登場，罕見的女性複製人，她是繼波巴·费特以來強格·費特少數大腦未經改造的複製人之一，在卡米諾星球擔當醫療助理。離開卡米諾後加入突擊隊99號小組。雖然外表看似小孩，不過其實相對其複製人同伴而言更早被製作出來。在長大後加入反抗軍並成為飛行員。

## P
- 希夫·白卜庭（Sheev Palpatine）

- 帕納卡隊長（Captain Panaka）

首次登場於電影首部曲。由休·卡西飾演。
- 法斯瑪隊長（Captain Phasma）

首次登場於電影《星際大戰：原力覺醒》。第一軍團的隊長，穿著銀色的風暴兵盔甲。
- （Even Piell）

首次登場於電影《星際大戰首部曲：威脅潛伏》（1999年），之後也在《星際大戰：複製人之戰》動畫登場。身材矮小的絕地大師，在複製人戰爭期間與其隊長塔金一度被分離勢力俘虜，之後由安納金天行者和學徒雅蘇卡‧塔諾所救援，但尚未逃出星球就時不幸戰死。
- 佛瑪斯·皮耶特上將（Admiral Firmus Piett）

銀河帝國的隊長，执政官级超级滅星艦（Executor-class）的指揮官，於霍斯戰役之前接替奧澤爾上將（Admiral Ozzel）的職務晉升為上將，於安鐸戰役中因希夫·白卜庭的命令下而沒有對反抗軍開火，後因执政官级超级滅星艦的艦橋被擊中，皮耶特上將與多名銀河帝國軍官及將領因此於安鐸戰役中陣亡，之後整艘戰艦便墜落在死星二號之上。
- 比比（Pipey）

於《星球大戰：反抗軍起義》登場，擁有原力的嬰兒，被利霸·歐利提歐斯等人救起後，跟媽媽烏娜及反抗軍一起乘幻影號離開。
- 柏斯總督（Governor Arihnda Pryce）

於《星際大戰：反抗軍起義》中登場，銀河帝國總督；在第1季位出場，銀河帝國15周年紀念日時不在洛塔星，而是去了科羅森星同希夫·白卜庭慶祝；在第3季再次出場時，向威爾霍夫·塔金總督推薦由索龍元帥所帶領的第七艦隊來對抗反抗軍，在同季第4集在銀河帝國天擊軍校被薩繽·溫恩擊倒、第17集被尼士·拉施迪中尉誤以為是反抗軍間諜，一度被其攻擊；第4季時為了消灭反抗軍小隊，她下令炸毀了洛塔星燃料精煉廠的油库，殺死了肯南·賈奴斯，也同时導致帝國軍無法研發新式的鈦戰機，最後在在洛塔星解放戰役（Liberation of Lothal）時最終選擇與洛塔星帝國基地同歸於盡。
- 達斯·普雷格斯（Darth Plagueis）

本名赫貢·丹馬斯克（Hego Damask），穆恩族（Muun），西斯尊主，達斯·西帝的師父，曾幫助達斯·西帝殺害其父親，最終在纳布战役之前被企圖成为大师的達斯·西帝殺害。
- 昂卡·普魯特（Unkar Plutt）
- 指揮官派爾（Commander Pyre）

於《星際大戰：抵抗勢力》登場，第一軍團的指揮官，穿著金色的風暴兵盔甲。
- 達森·白卜庭（Dathan Palpatine）

希夫·白卜庭的兒子，也是芮的父親，因不願繼承白卜庭的皇帝之位而逃離帝國，最後為了保護芮而被西斯信徒所殺

## Q
- 哥利（Quarris）

於《星際大戰：反抗軍起義》登場，蒙卡拉族；在尚蒂波爾星製造了第一代重型突擊星際戰機 - 封鎖線殺星號；成功解放了艾巴星上的人民。

## R
- R1-J5「水桶」（R1-J5 “Bucket”）

於《星際大戰：抵抗勢力》登場的航太機器人，主人為賈瑞克·耶格爾。
- R2-D2

- 雷克（Rake）

於《星際大戰：反抗軍起義》登場，前銀河帝國天擊軍校飛行學員，逃走時被華特·史居利斯殺死。
- 亞頓·蘭德（Atton Rand）

- 奥珀·兰齐希斯（Oppo Rancisis）

绝地大师娅德尔之学徒。
- 瑞文（Revan）

在《星際大戰：舊共和國武士》中登場，西斯名為達斯·瑞文，是曼達洛戰爭時期最傑出的一名絕地武士，不顧絕地大師們的建議而擅自率軍擊退曼達洛人。在曼達洛人的領袖死前，瑞文從他口中得知曼達洛戰爭是由潛伏於未知星區的秘密西斯帝國策劃發動，並動身前往未知星區並發現了Dromund Kaas星球。在Dromund Kaas，瑞文與學徒馬拉克試圖擊敗西斯維希埃特，卻被後者控制而成為西斯大君。返回後的瑞文與馬拉克對共和國發動戰爭並幾乎征服共和國；絕地武士貝絲蒂·珊率領一支小隊突襲瑞文的旗艦，在艦橋與瑞文對峙時，在另一艘旗艦上的馬拉克卻突然下令對瑞文的艦橋炮擊，瑞文身受重傷被貝絲蒂帶回。絕地議會決定給瑞文安放假記憶，失憶的瑞文在貝絲蒂等戰友的幫助下找回了記憶、擊敗了馬拉克並拯救了共和國。隨後，瑞文再次返回Dromund Kaas，卻被維希埃特囚禁，直到蘇瑞克將其救出並與西斯同謀者Scourge一同策劃刺殺維希埃特。然而，關鍵時刻，Scourge背叛兩位絕地英雄，擊殺了蘇瑞克並使維希埃特得以再次囚禁瑞文。直到《星際大戰：舊共和國》故事開始時，瑞文仍為維希埃特的階下囚。最終於雅汶四號衛星逝世。
- 芬·勞（Fenn Rau）

在《星際大戰：反抗軍起義》中登場的曼達洛族（人類），共和國時期的老兵，其家族曾駐紮在諧晨星的曼達洛基地，也曾效忠帝國追捕反抗軍，但沒想到卻被由加·薩克森（Gar Saxon）為首的其他為帝國效勞的曼達洛族殺死自己的分支派系「保護者」，之後自願加入反抗軍。
- R4-P17

- 麗莎（Risha）

- 凱羅·忍（Kylo Ren）

- 芮（Rey）

- 菩提·魯克（Bodhi Rook）

俠盜一號的成員，前帝國飛行員，於史卡利夫戰役中死于帝國兵投入運輸船內的手榴彈爆炸之下。
- 拉杜斯上將（Admiral Raddus）

反抗軍軍官，蒙·卡拉瑪利族人（Mon Calamari），於史卡里夫戰役中英勇陣亡。
- 范倫·路德（Valen Rudor）

於《星際大戰：反抗軍起義》登場，代號LS-607，銀河帝國飛行員；一開始追殺反抗軍失敗，鈦戰機墜落，之後被假借來關心的艾斯納騙走了頭盔和鈦戰機的一些配件，當時艾斯納尚未加入幽靈小隊，第1季第4集在洛塔星被利霸·歐利提歐斯扔出鈦戰機外，在第8集銀河帝國15周年紀念日時負責駕駛新型號的鈦戰機，但該戰機被肯南·賈奴斯炸毀；第4季在出場時，老趙（Old Jho）遭帝國逮捕並處決，而范倫·路德則負責替帝國管理他的酒吧。
- 傑斯·盧克林（Jace Rucklin）

於《星際大戰：抵抗勢力》登場。
- 路克（Rukh）

在《星際大戰：反抗軍起義》和《星際大戰：帝國傳說》中中登場，索龍元帥的部下。Noghri族人，是優秀的刺客兼獵人，擁有靈敏的嗅覺，依靠一隻雷射槍矛作戰，裝備有隱形能力。曾經被索龍元帥派去試探摩斯‧埃斯貝的自保能力，並在近戰中落敗。於洛塔星解放战役（Liberation of Lothal）中，在被力霸困在護盾產生器陣列中，因為啟動時還被困在原地而阵亡。
- 塔瑪拉·里沃拉（Tamara Ryvora）

於《星際大戰：抵抗勢力》登場。
- 瑞韋斯(Rayvis)

於《星球大戰 絕地：倖存者》登場，活躍於盛世共和國( High Republic)以及銀河帝國時期的柬代族(Gen'Dai)戰士和武裝犯罪集團貝蘭強盜團( Bedlam Raiders)首領，在一次和絕地武士達甘·格拉(Dagan Gera)的單挑中敗給對方，因此宣誓效忠於他，即使在達甘背叛絕地組織後仍然跟隨他的腳步，在此期間殺死了不少追擊他的絕地，但最後仍然被擊敗，不過並沒有被殺死，而是被絕地組織囚禁長達一個世紀，因此對絕地有著極大的怨恨(柬代族認為光榮戰死是對戰士的尊重)；在六十六號密令期間趁亂逃出，並且開始重新尋找他主人的下落，為此，他成立了貝蘭強盜團—一個由無數悍匪以及複製人戰爭時期留下的戰鬥機器人軍團組成的武裝集團，在寇博星(Koboh)上尋找一切能找到達甘的線索；某天，瑞韋斯和其部下在派盧恩酒吧(Pyloon's Saloon)與當地居民特貢( Turgle)進行有關盛世共和國遺跡鑰匙的交易，但對方的鑰匙是贗品，瑞韋斯憤而欲殺死特貢，卻被造訪此地的絕地武士凱爾·克提斯阻止，在意識到凱爾的身分和見識到凱爾的實力後與部下和平撤退，之後，當凱爾成功找到並喚醒了達甘時，瑞韋斯與其部下便前來接應剛甦醒力量尚未恢復且才與凱爾大戰一場的達甘離開；之後，趁著在凱爾等人前往傑達時，瑞韋斯便派遣手下擄走奇伊（Zee/ZN-A4)

## S
- 薩貝（Sabé）

於《星際大戰首部曲：威脅潛伏》中登場，是佩咪的女僕與替身。
- 指揮官純·佐藤（Commander Jun Sato）

於《星際大戰：反抗軍起義》登場，反抗軍總司令，鳳凰中隊隊長；於阿圖朗星戰役中為了幫助艾斯納·包力格成功逃離阿圖朗星求援，撞向卡修斯·康斯坦丁上將指揮的附有重力井的高度機密殲星艦後英勇陣亡。
- 加·薩克森（Gar Saxon）

於《星際大戰：反抗軍起義》登場，曼達洛族（人類），薩克森（Saxon）部落的領袖及銀河帝國駐曼達洛星（Mandalore）的總督，前死神衛（Death Watch）及赤色黎明（Crimson Dawn）的成員，自從魔失蹤後投靠帝國，曾帶領許多曼達洛人消滅芬·勞的勢力，企圖霸占黑劍，被厄莎·連殺害，其位置之後被戴‧薩克森繼承。
- 戴·薩克森（Tiber Saxon）

於《星際大戰：反抗軍起義》登場，背叛族人的曼達洛族（人類），加·薩克森的弟弟，銀河帝國駐曼達洛星（Mandalore）的軍官，曾把薩繽·連的發明改良成武器並且拿來對付曼達洛族。
- Scorpio

於《星際大戰：舊共和國》中登場，設定為女性的機械人，在帝國特工（Imperial Agent）的故事中成為玩家的戰友。
- Scourge

於《星際大戰：舊共和國》中登場的西斯。
- 娜拉·塞（Nala Se）

於《星際大戰：複製人之戰》和《星際大戰：瑕疵小隊》中登場，卡米諾星人基因工程專家，十分在意歐米茄。最後在荷姆拉克的秘密基地未獎的研究落入帝國、或任何人手中而引爆手榴彈、與其同歸於盡。
- 艾斯堅·瑪治（Erskin Semaj）

於《星際大戰：反抗軍起義》登場，是蒙·莫瑟瑪的議員助理。
- 愛拉·賽庫拉（Aayla Secura）

於《星際大戰二部曲：複製人全面進攻》登場的絕地大師，也曾在《星際大戰：複製人之戰》中登場，藍膚的年輕提列克族女性，死於66號密令。
- 貝絲蒂·珊（Bastila Shan）

星際大戰的非正史人物，在《星際大戰舊共和國武士II：西斯領主》中登場，是曼達洛戰爭時期的一名年輕絕地武士，具備非比尋常的戰鬥冥想能力，可以一人改變戰局。貝絲蒂率一支絕地突擊隊成功擊敗了瑞文，與失憶的瑞文一起調查星系圖的謎團，並在這期間與瑞文墜入愛河。在瑞文與馬拉克第一次對峙時，貝絲蒂救下瑞文，自己卻被馬拉克囚禁並轉化為黑暗絕地武士，利用戰爭冥思幫助馬拉克攻擊共和國。在瑞文最終與馬拉克戰鬥時，瑞文用愛情救回貝絲蒂，並一舉擊敗西斯大君馬拉克。
- 莎蒂麗·珊（Satele Shan）

在《星際大戰：舊共和國》中登場，舊共和國冷戰時期的絕地武士會長，是貝絲蒂與瑞文的後裔。
- 達斯·西帝（Darth Sidious）

- 奧娜·辛（Aurra Sing）

在《星際大戰：複製人之戰》中登場，賞金獵人之一，一度和當時尚年幼的波巴‧費特聯手，曾經和海盜杭多有過一段感情。
- 泰拉·西努貝 (Tera Sinube)

於《星際大戰：複製人之戰》登場的絕地大師。
- 達斯·賽昂（Darth Sion）

- 華特·史居利斯（Vult Skerris）

於《星際大戰：反抗軍起義》中登場，銀河帝國海軍指揮官兼帝國天擊軍校飛行教官及王牌飛行員；帶有一字鬍，駕駛鈦防禦者戰機原型機；曾參與追捕蒙·莫瑟瑪行動，但最終被金色隊長的離子砲擊中而失敗；於天擊軍校事件中殺死雷克；最終於洛塔星戰役（Attack on Lothal）中因中了希娜的計而陣亡。
- 安納金·天行者（Anakin Skywalker）

- 班·天行者（Ben Skywalker）

非正史人物，路克·天行者和瑪拉·翠玉之子，新絕地的武士團的成員。出生於欲戰瘋入侵期間，曾是傑森·蘇洛的學徒，後受其父路克訓練。在路克被放逐期間於他一同旅行。
- 路克·天行者（Luke Skywalker）

- 史力威（Slavin）

於《星際大戰：反抗軍起義》中登場，銀河帝國上尉，在威諾星坦恩省占領仙杜拉家來做作戰總部；後來被指派去接收凱伯水晶，後因運送船的爆炸，連帶他所乘坐的滅星者艦一同被波及，最終被凱伯水晶炸死。
- 史諾克（Snoke）

前第一軍團的最高領袖，被凱羅·忍暗殺。
- 韓·索羅（Han Solo）

- 班·索羅（Ben Solo）

- 阿卡維·史帕（Akaavi Spar）

在《星際大戰：舊共和國》中登場，是一名曼達洛人戰士，其部族被帝國軍隊陷害並屠殺。在走私客（Smuggler）的故事中，史帕在玩家幫助下獲得復仇的機會，隨後加入玩家陣營。
- 弒星者（Starkiller）

- 拉瑪·蘇（Lama Su）

於《星際大戰二部曲：複製人全面進攻》和《星際大戰：瑕疵小隊》中登場，卡米諾星球的首相。
- 莫拉德·森馬（Morad Sumar）

於《星際大戰：反抗軍起義》中登場，因拒絕將自己的房產賣給尼士·拉斯迪中尉而與家人一同遭強行逮捕，被艾斯納·包利格和利霸·歐利提歐斯救起。後在洛塔星的帝國工廠工作，工人號碼5473，測驗624-AVA高速飛行車時，被索龍元帥鎖了開關制，森馬無法停機，當場炸死。
- 咪拉·蘇瑞克（Meetra Surik）

《星際大戰舊共和國武士II：西斯領主》的主角，絕地武士英雄，曾追隨絕地武士瑞文參加了共和國對抗曼達洛人侵略的曼達洛戰爭，並在瑪拉卓五號星的最終決戰中下令啟動了一台極具摧毀性的武器，使得全部曼達洛艦隊以及大部分共和國艦隊遭到摧毀。大批生靈的塗炭使原力遭到了嚴重的創傷，也使蘇瑞克與原力的聯繫徹底被切斷。戰爭結束後絕地組織決定將其驅逐。在《星際大戰舊共和國武士II：西斯領主》的劇情中，蘇瑞克逐漸找回了與原力的聯繫，並與其他角色建立了原力的紐帶。擊敗西斯大君柯瑞亞後，蘇瑞克前往未知領域尋找瑞文，並發現了Dromund Kaas星球與秘密西斯帝國。蘇瑞克試圖與瑞文刺殺西斯維希埃特，但是被Scourge背叛並殺害。死後的蘇瑞克以原力靈魂的形式繼續幫助被囚禁的瑞文。
- 查立·仙杜拉（Cham Syndulla），Disney+平台上譯作「夏姆‧仙杜拉」

于《星際大戰：複製人之戰》、《星際大戰：反抗軍起義》以及《星際大戰：瑕疵小隊》登場，提列克族，是希娜·仙杜拉的父親，共和國時期的將軍，經歷過複製人戰爭。在帝國時期是瑞羅斯星上的反抗軍，他的手下是高比和露瑪，手段較為激進。
- 希娜·仙杜拉（Hera Syndulla）

于《星際大戰：複製人之戰》、《星際大戰：反抗軍起義》、《星際大戰：瑕疵小隊》和《亞蘇卡》登场。《反抗軍起義》的主角之一，提列克族，是查立·仙杜拉的女兒，經歷過複製人戰爭，頂級太空船駕駛員，同時擁有高超射擊技巧堪稱百發百中。個性可靠、冷靜且有智慧，也是反抗軍中最富同情心的一員。同時是反抗軍專屬太空船-幽靈號的擁有人及駕駛員，与肯南·贾奴斯是恋人关系。也參與於斯卡里夫戰役、恩多戰役，在新共和国时期依然健在，並擔任將軍。在星際大戰九部曲：天行者的崛起中響應藍道·卡利森的號召帶領幽靈號前往艾克西格星一舉殲滅西斯艦隊。在反抗軍起義的最後生下傑森，具訪談表示是在《反抗軍起義》第四季第7集時懷孕。
- 杰森·仙杜拉（Jacen Syndulla）

于《星際大戰：反抗軍起義》和《亞蘇卡》登场，是希娜·仙杜拉和肯南·贾奴斯的混血儿子，为其父的遗腹子，在洛塔星解放战役之后出生，外觀大部分是人類樣貌，有天生的綠色頭髮。疑似具有原力感應能力。
- 賽步霸(Sebulba)

于《星際大戰首部曲：威脅潛伏》登場，塔圖因的飛梭賽車手，曾因為在肉店毆打恰恰遭安納金阻止，因而與安納金結下樑子，之後偷偷在安納金的賽車上動手腳，使其在賽車開跑時無法發動，最終敗給安納金，並終止賽車生涯。

## T
- 賈羅.塔帕（Jaro Tapal）

於《星際大戰 絕地：組織殞落》登場，勒沙族，是一名絕地大師，在66號密令中陣亡。徒弟是凱爾·凱斯蒂斯，他的死亡成為凱爾在接下來的旅程中一直揮之不去的心魔；武器為一把藍色雙刃光劍，於臨終前交予凱爾。
- 提巴（Terba）

於《星際大戰：反抗軍起義》登場，烏格那族，同韓都·奧納加囚禁於銀河帝國納拉卡監獄，逃走時被步行炮塔機殺死。
- 巴拉提克 (Bala-Tik)

韓的債主，企圖搶奪BB-8而攻擊韓，攻擊失敗後向第一軍團報告。
- 德克薩斯人 (Thexan)

在《星際大戰：舊共和國系列》中登場，維希埃特的兒子，Arcann的雙胞胎兄弟，最後被暴走的Arcann無意中殺害。
- T3-M4

- 亞蘇卡·譚諾（Asoka Tano）

在《複製人之戰》系列中登場的小女孩，托古塔族，是師從於安納金·天行者的絕地學徒。后来在《星際大戰：反抗軍起義》也登场，并将在新共和国时期继续其征程，在《曼德洛人》影集中首次以真人出場，並在2023年獲得真人個人影集《亞蘇卡》。
- 薩耶西‧丁（Saesee Tiin）

絕地議會成員，參與刺殺希夫·白卜庭行動中的絕地大師之一，被白卜庭秒殺。
- Coleman Trebor

於基歐諾西斯戰役中被強格·費特擊敗的絕地武士。
- 大星區總督威爾霍夫·塔金（Grand Moff Wilhuff Tarkin）

- 洛尔·桑·特卡(Lor San Tekka)

在《STAR WARS：原力覺醒》中的角色，一个资深的老探索家，经历过克隆人战争和新共和国的崛起，在贾库隐居，和路克·天行者关系密切，最後因拒絕說出路克·天行者的行蹤被凱羅·忍所殺。
- 萊娜·鄧波爾少尉（Ensign Raina Temple）

在《星際大戰：舊共和國》中登場，在西斯帝國軍隊中任少尉。其背景極端神祕，少有人知。在帝國特工（Imperial Agent）的故事中成為玩家的戰友。
- 龐姆·提圖斯（Brom Titus）

於《星際大戰：反抗軍起義》登場，銀河帝國海軍/上將；第2季 - 附有重力井的高度機密殲星艦的艦長；第3季 - 已經被降職，在亞瑪星球的天空瑞克蘭工作站，管理垃圾場，負責拆解Y翼戰機；第4季 - 於Jalindi企圖保護Jalindi relay而死於索格·雷拉的攻擊之下。
- 達斯·特瑞娅（Darth Traya）

參見柯瑞亞。
- 高爾·崔維斯（Gall Trayvis）

於《星際大戰：反抗軍起義》登場，是帝國的參議員，假借反抗帝國，以引誘反抗帝國的勢力走向帝國的陷阱。逃走時故意慢慢走，等待帝國風暴兵追到；詆毀艾斯納·包利格的父母，也是背叛艾斯納·包利格父母的人；在挾持希娜·仙杜拉時，不知其實拿著的爆能槍沒有能量彈，因而失敗；在計畫失敗後，於訪談中詆毀反抗軍。
- 西博（Tseebo）

於《星際大戰：反抗軍起義》登場，羅迪亞族，前銀河帝國資訊部的成員之一，頭上的電子裝置導致他精神錯亂，但也儲存了重要的機密資訊，現已被通緝，被反抗軍救起。
- 馬珂絲·桃拉（Maketh Tua）

於《星際大戰：反抗軍起義》登場，銀河帝國部長，第1季初登場時在格洛星同艾曼·威保做T-7離子分裂槍交易時，被薩繽·溫恩故意誤譯，從第7區引導致第17區。第2季登場時為了避免被救走和肯南等反抗軍聯絡、試圖逃出洛塔星，但是被亞歷山大·凱勒斯探員與達斯·維達設下圈套，在戰機上被炸死。
- 達斯·泰拉勒斯（Darth Tyranus）

- 索龍元帥（Admiral Thrawn）

- 里夫·谭森（Riff Tamson）

獨立聯邦駐水棲星球達克（Planet Dac）成員，在《星際大戰：複製人之戰》系列中登场的卡爾卡羅東人（Karkarodon），獨立聯邦的軍官，企圖推翻理查王子並對抗銀河共和國。
- 特伦奇上将（Admiral Trench）

獨立聯邦上將，在《星際大戰：複製人之戰》系列中登场的Harch族人，長相酷似蜘蛛，時常攜帶著具備電擊機能的手杖，說話時常帶有口頭禪，曾於克隆戰爭中企圖用飛彈殺死安納金等人，不幸艦橋反被自己的飛彈打中，之後被改造成半機器人；親眼目擊士兵Tup刺殺一名絕地大師的事件，並且將此事向杜庫伯爵稟報；於Anaxes戰爭中試圖偷襲安納金而被其反殺，穿胸而亡。
- 戰術機器人（英语：battle droid#Tactical Droids）（Tactical Droids）

主要效忠貿易聯邦與獨立聯邦的機器人，主要指揮戰鬥機器人的機器軍官。已知型號:
- T-series Tactical Droid
- 超級戰術機器人 (Super Tactical Droid）

後於《星際大戰：反抗軍起義》再度登場。
- 莎克·提 ( Shaak Ti )

首次登場於《星際大戰二部曲：複製人全面進攻》（2002年）托古塔族，絕地議會成員。在不同作品中，以不同方式死亡過多達五次。
- 卓亞·索恩（Drya Thornne）

登場於《星際大戰 絕地：倖存者》，貝蘭強盜團副官，因身經百戰，為強盜團全心奉獻而受首領瑞韋斯（Rayvis）賜與十字護手光劍，奉命看守寇博星衛星上的盛世共和國研究設施，並與深入其中的凱爾·克提斯交戰，被凱爾殺死，其光劍上的特殊發射器被凱爾用來改造其光劍。

## U
- 盧米娜拉·昂杜利（Luminara Unduli）

首次登場於《星際大戰二部曲：複製人全面進攻》（2002年）她的學徒是巴里斯·歐非；絕地大師、絕地議會成員，在克隆人戰爭中卡西克之役，盧米娜拉由絕地大師尤達領導，協助部隊建立起一條堅固的防線。雖然盧米娜拉成功地帶領克隆人打敗了入侵的機器人大軍，當66號指令發動時，她的克隆人部下立刻調轉槍口，將她擊斃，儘管多年來人們一直相信她在卡西克被她的克隆人部下給擊斃。實際上，她已被銀河帝國拘留。在銀河帝國建立后被囚禁在Stygeon Prime星球的尖塔中，囚犯編號706-1013，后来在大帝國判官（The Grand Inquisitor）面前被處決，大帝國判官（The Grand Inquisitor）隨後將她的遺體留下並用來將絕地倖存者引誘到陷阱中，這樣他們就可以被殺死。

## V
- 達斯·維達（Darth Vader）安納金·天行者（英語：Anakin Skywalker），即達斯·維達（英語：Darth Vader），是電影《星際大戰》裡的一名虛構人物。他在正傳三部曲裡為頭號反派，也是前傳三部曲中的主角。
- 梅欣·維奧（Mission Vao）

- 雲達（Jon Vander）

於《星際大戰：反抗軍起義》至《星際大戰四部曲：曙光乍現》登場，金色中隊隊長，的反抗軍Y翼戰機飛行員
- 菲尼斯·維洛倫（Supreme Chancellor Finis Valorum）

曾任銀河共和國國會的正議長，於電影系列的首部曲中出現，在正史敘事線的《複製人之爭》中曾向尤達領主提供關於絕地大師西法迪亞斯秘密任務的線索，在野史敘事線上曾表達了對於白卜庭首相權力大增一事的擔憂，但後來拒絕留下來協助其他官員抗衡首相，在試圖離開科洛桑時，其所乘坐的飛船突然爆炸，導致菲尼斯喪生。該角色由泰倫斯·史丹普所飾演。
- Nahdar Vebb

在《星際大戰：複製人之戰》中登場的絕地武士，曾經是費斯托大師的學徒，蒙·克萊梅利族人（Mon Calamari）性格急躁，而被葛瑞費斯將軍槍殺。
- 阿薩依·凡翠絲（Asajj Ventress）

于《星際大戰：複製人之戰》登场，原為獨立聯邦的成員，曾為達斯·泰拉勒斯的秘密徒弟，是個巫師、賞金獵人兼暗黑絕地，於《複製人之戰》中登場，最後因為威脅太大而被達斯·泰拉勒斯視做障礙，並試圖剷除，但成功脫逃成為賞金獵人。
- 維蒂（Vette）

在《星際大戰：舊共和國》中登場，是一名奴隸，在西斯戰士（Sith Warrior）的故事情節中成為玩家角色戰友。
- 西斯皇帝維希埃特（Emperor Vitiate）,

本名坦納貝（Tenebrae），是全銀河系歷史上前幾強大的原力使用者，渴望成為主宰整個世界的神祗。維希埃特出生於舊西斯帝國的梅德利亞斯星（Medriaas），在帝國被絕地武士團擊敗後召集了剩餘的西斯尊主，利用西斯煉金術吞噬他們，獲得長生不老。維希埃特首先發現並抵達了德羅蒙德卡斯星，並且在共和國無法發現之處秘密地建立了中西斯帝國。養精蓄銳的維希埃特利用曼達洛人發動了曼達洛戰爭，但絕地大師瑞文與馬拉克擊敗了曼達洛人並來到了德羅蒙德卡斯星。維希埃特用西斯煉金術控制瑞文與馬拉克攻打共和國，但瑞文被貝絲蒂擊敗後擺脫了維希埃特的控制，並擊殺馬拉克。爾後瑞文在經歷種種幻象後，返回了德羅蒙德卡斯星，卻被維希埃特囚禁。咪拉·蘇瑞克解救瑞文並同謀刺殺維希埃特，卻被西斯尊主史克吉（Scourge）殺死。三百年後，維希埃特揮軍侵略共和國，初期进展顺利，但进攻逐渐受挫，帝国和共和国均无法短期内战胜对手，便簽訂和約並開始了冷戰，後來兩國之間再次爆發戰爭，共和國軍奮勇作戰，最後維希埃特被其早已預見會擊敗自己的泰桑之英雄 （Hero of Tython， 遊戲《星際大戰：舊共和國》 中的主角之一）殺死，但其靈魂前往荒野區域（Wild Space）並佔據當地某一強大勢力的領導人的肉軀，建立了永恒帝国（Eternal Empire），同时与銀河共和国和中西斯帝国为敌，導致兩國被迫聯手以對抗永恆帝國，然而他最後被歐蘭德（Outlander）刺殺，曾經嘗試重生，不過最終被他曾經害死的眾多受害者聯手阻止，在恐懼和憤怒中離世。數千年後，西斯尊主達斯·普雷格斯為了變得長生不老而開始研究關於維希埃特的資料，並且認為維希埃特是有史以來最接近獲得長生不死秘密的原力使用者。
- 薛卡度·維沙高（Cikatro Vizago）

於《星際大戰：反抗軍起義》登場，在洛塔星活動的軍火買賣商人，也回提供任務和工作給肯南的反抗軍小隊。一度被帝國俘虜作為礦工，之後被反抗軍救出後成為反抗軍的一員。
- 塔·維茲拉（Tarre Vizsla）

第一個加入絕地武士團的曼達洛人，創造了唯一一把黑刃光劍—暗劍（Drak Saber），該劍之後成為曼達洛星領導地位的象徵。
- 普雷·維茲拉（Pre Vizsla）

在《星際大戰：複製人之戰》登場。曼德洛人中年男性，維茲拉部落的前領袖，曼達洛人組織死神卫（Death Watch）的領袖，也是獨立聯邦駐曼達洛總督，黑刃光劍暗劍的持有者之一，最終敗給達斯·魔爾，被達斯·魔爾斬首殺害。他的死也接連導致死神卫的分裂，致使包括博-卡坦·克里茲在內的普雷舊部成員們因不服從於達斯·魔爾，為此紛紛脫離了死神卫。
- Maximillian Veers

帝國將軍，參與霍斯戰役
- 尼庫·沃佐（Neeku Vozo）

於《星際大戰：抵抗勢力》登場。
- 艾力克·馮內格（Elrik Vonreg）

於《星際大戰：抵抗勢力》登場，第一軍團的鈦戰機飛行員，穿著紅色的盔甲。

## W
- 艾曼·威保（Amda Wabo）

於《星際大戰：反抗軍起義》登場，軍火買賣商人，只說亞瓜尼語；在格洛星同馬珂絲·桃拉部長進行T-7離子分裂槍交易時，被反抗軍搶去。
- 瓦頭（Watto）

- 潔莎·韋爾薩（Jaesa Willsaam）

在《星際大戰：舊共和國》中登場，是一名傑出的絕地學徒，但在《舊共和國》中西斯戰士（Sith Warrior）的故事情節中被西斯戰士收為學徒。取決於玩家的選擇，潔莎可能會繼續追求光明，亦可能墮入黑暗而成為一名西斯。
- 魅使·雲度（Mace Windu）

- 貝魯·白日（Beru Whitesun）

路克·天行者的嬸嬸，婚後改姓拉爾斯（Lars）。
- 奧爾德里奇·連（Alrich Wren）

於《星際大戰：反抗軍起義》登場，曼達洛族（人類），薩繽和崔斯坦的父親，原姓維茲拉，從妻姓，曾因為部落背叛帝國而被判死刑，但因克里茲部落、反抗軍小隊及連部落的搭救之下而挽回一命。
- 薩繽·連（Sabine Wren）

於《星際大戰：反抗軍起義》登場，曼達洛族（人類），該動畫連續劇的主角之一，曾在帝國學院中學習過，但意識到帝國的邪惡後轉投義軍。是一名出色的戰士和機械師，喜歡繪畫，與同為青少年人的艾斯納·包力格有朦朧的感情。恩多戰役之後，她與亞蘇卡·譚諾一道，尋找在幾年前的洛塔解放戰役中下落不明的艾斯納。
- 卓斯坦·連（Tristan Wren）

於《星際大戰：反抗軍起義》登場，曼達洛族（人類），薩繽的弟弟，連部落的成員。
- 厄莎·連（Ursa Wren）

於《星際大戰：反抗軍起義》登場，曼達洛族（人類），薩繽和卓斯坦的母親，連部落的領袖。

## X
- 哈瑪托·西歐諾（Hamato Xiono）

於《星際大戰：抵抗勢力》登場，是卡茲達·西歐諾的父親。
- 卡茲達·西歐諾（Kazuda Xiono）

於《星際大戰：抵抗勢力》登場，是該動畫連續劇的主角之一。

## Y
- 娅德尔（Yaddle）

首次登場於《星際大戰首部曲：威脅潛伏》，絕地大師、絕地議會成員。在《星際大戰：絕地傳奇》中顯示她最後被杜庫伯爵殺害。
- 賈瑞克·耶格爾（Jarek Yeager）

於《星際大戰：抵抗勢力》登場。
- 尤達（Yoda）

- 索爾·尤拉倫(Thull Yularen)

銀河共和國的海軍教官，他的兒子是沃夫·尤拉倫。
- 沃夫·尤拉倫（Wullf Yularen）

於《星球大戰：新的希望》，《星球大戰：複製戰紀》和《星球大戰：反抗軍起義》登場，共和國時期的軍官之一，經歷過克隆戰爭，後為銀河帝國保安局上校，是亞歷山大·凱勒斯探員的帝國軍校教官，最終於雅汶戰役中因路克·天行者摧毀了死星而陣亡。
- 沃新（Yushyn）

於《星際大戰：反抗軍起義》登場，煉油廠老闆，最後被普爾褶鯨（Purrgil）拖進池裡未提煉的桑克36氣體而死。

## Z
- 扎姆·維茲爾（Zam Wesell）

首次登場於電影星際大戰二部曲，是一名可以任意變換外型的賞金獵人。因暗殺佩咪·艾米達拉的任務失敗被抓，被強格·費特滅口。由莉安娜·瓦爾德曼飾演。
- 扎爾巴（Zaalbar）

## 外部連結
- 星際大戰官方資料庫 （页面存档备份，存于）
- 星際大戰Wikia上的人物列表